# Ligue nationale de hockey
Vous lisez un « article de qualité » labellisé en 2007.
Pour les articles homonymes, voir LNH.
La Ligue nationale de hockey ou LNH (en anglais : National Hockey League – NHL) est une association sportive professionnelle nord-américaine regroupant des franchises de hockey sur glace du Canada et des États-Unis. Le niveau de jeu de cette ligue est considéré comme le meilleur au monde. Les joueurs qui la composent ont longtemps été en grande majorité d'origine canadienne puis nord-américaine. Au fur et à mesure, de nouvelles nationalités de joueurs se sont ajoutées à la liste et, même si les Canadiens restent les plus nombreux, plusieurs pays sont désormais représentés.
La LNH opère annuellement de septembre à juin au cours de deux phases distinctes : la saison régulière au cours de laquelle toutes les équipes se rencontrent puis une phase de séries éliminatoires entre les meilleures formations de la première phase. Une série entre deux équipes se joue au cours de plusieurs matchs et la finale des séries voit l'attribution au vainqueur de la Coupe Stanley, un des plus anciens trophées de sports collectifs au monde.
La Ligue nationale de hockey est créée le 26 novembre 1917 après une rencontre entre les représentants de l'Association nationale de hockey à l’hôtel Windsor de Montréal. Les propriétaires des Canadiens de Montréal, Wanderers de Montréal, Sénateurs d'Ottawa, Bulldogs de Québec et Arenas de Toronto décident de créer une nouvelle ligue afin d'exclure Edward Livingstone, propriétaire des Blueshirts de Toronto. Pendant ses 25 premières années, la LNH compte un nombre variable d'équipes allant jusqu'à rassembler 10 équipes entre 1926 et 1931. La Grande Dépression de 1929 affaiblit les finances des franchises de la LNH qui s'arrêtent les unes après les autres. Finalement, en 1942, il ne reste plus que six équipes et elles se partagent la Coupe Stanley au cours des 25 saisons qui suivent. Depuis 1967, la LNH est régulièrement en expansion et compte 30 franchises différentes de la saison 2000-2001 à la saison 2016-2017. En 2017-2018, elle accueille une 24e franchise américaine, contre 7 canadiennes, après la création d'une équipe à Las Vegas, dont l'effectif est constitué grâce à un repêchage d'expansion organisé en 2017. Un processus qui sera identique pour Seattle, dont la franchise est approuvée par la LNH le 4 décembre 2018.

## Structure

La Ligue nationale de hockey est une association sportive professionnelle nord-américaine qui rassemble des franchises de hockey sur glace du Canada et des États-Unis. La LNH organise annuellement une compétition de hockey sur glace entre ses différentes franchises qui sont au nombre de 32 depuis la saison 2021-2022. La compétition se décompose en deux parties : une saison régulière généralement d'octobre à avril et par la suite des séries éliminatoires entre avril et juin.
Les 32 franchises sont divisées au sein de deux associations, l'Association de l'Est et l'Association de l'Ouest qui comptent chacune 16 équipes. Au sein de chaque association, les équipes sont une nouvelle fois réparties en deux divisions, de huit équipes chacune : les divisions Pacifique et Centrale à l'Ouest et les divisions Atlantique et Métropolitaine à l'Est. La répartition des franchises au sein des divisions est la suivante :
| Association de l'Ouest  | Association de l'Ouest | Association de l'Est   | Association de l'Est      |
| Division Pacifique      | Division Centrale      | Division Atlantique    | Division Métropolitaine   |
| Ducks d'Anaheim         | Blackhawks de Chicago  | Bruins de Boston       | Hurricanes de la Caroline |
| Kraken de Seattle       | Avalanche du Colorado  | Sabres de Buffalo      | Blue Jackets de Columbus  |
| Flames de Calgary       | Stars de Dallas        | Red Wings de Détroit   | Devils du New Jersey      |
| Oilers d'Edmonton       | Wild du Minnesota      | Panthers de la Floride | Islanders de New York     |
| Kings de Los Angeles    | Predators de Nashville | Canadiens de Montréal  | Rangers de New York       |
| Sharks de San José      | Blues de Saint-Louis   | Sénateurs d'Ottawa     | Flyers de Philadelphie    |
| Canucks de Vancouver    | Mammoth de l'Utah      | Lightning de Tampa Bay | Penguins de Pittsburgh    |
| Golden Knights de Vegas | Jets de Winnipeg       | Maple Leafs de Toronto | Capitals de Washington    |

Chaque équipe joue 82 parties en saison régulière, 41 à domicile et 41 à l'extérieur avec la décomposition suivante : 
- 3 ou 4 matchs contre les autres équipes de la même division,
- 3 matchs face aux équipes de l'autre division mais de la même association,
- 2 rencontres contre les équipes de l'autre association[3].

Deux points sont attribués pour une victoire, un point pour une défaite en prolongation ou à l'issue des tirs de fusillade et aucun point pour une défaite à l'issue du temps réglementaire. À la fin de la saison régulière, l'équipe qui termine première de sa division est déclarée championne de division, les trois équipes ayant le plus de points dans chaque division sont automatiquement qualifiées pour les séries éliminatoires ce qui donne donc 12 équipes qualifiées pour 16 places de disponibles. Les quatre dernières places sont attribuées aux deux équipes de chaque Association avec le plus de points.
En série éliminatoire (play-off en anglais), les équipes disputent une série de 4 à 7 matchs pour accéder au tour suivant : la première équipe remportant quatre victoires se qualifie. Comme durant la saison régulière, depuis l'entrée en vigueur des nouveaux règlements en 2005, il n'y a pas de match nul, la partie ne se terminant que lorsqu'une équipe prend l'avantage. La prolongation dure vingt minutes à cinq contre cinq, contrairement à ce qui se produit en saison régulière — cinq minutes à trois contre trois suivies d'une séance de tirs de fusillade — ce règlement du trois contre trois a été mis en place depuis la saison 2015-2016. En séries éliminatoires les prolongations se succèdent jusqu'à ce qu'un but soit marqué. L'équipe qui a le plus de points en saison régulière a l'avantage de la glace : les premier, deuxième, cinquième et septième matchs se jouent à domicile.
Pour le premier tour des séries éliminatoires, appelé quarts-de-finale d'Association, le champion de division avec le plus de points affronte le Wild Card avec le moins de points de son Association, et, logiquement, l'autre champion de division joue contre le Wild Card avec le plus de points. Pour finir, les 2e et 3e de division s'affrontent. Pour le deuxième tour, la meilleure équipe de division restant affronte l'autre. Les vainqueurs du deuxième tour jouent la finale d'Association. Les vainqueurs de chaque Association gagnent un trophée et se rencontrent en finale de la Coupe Stanley.

### Réalignement de 2021
Approuvée par les propriétaires des franchises de la LNH, la création d'une équipe à Seattle en 2021 contraint la Ligue à modifier ses divisions. Ainsi, le club de l'État de Washington prend la place de l'Arizona dans la division Pacifique, les Coyotes étant transférés en division Centrale.
| Association de l'Ouest  | Association de l'Ouest | Association de l'Est   | Association de l'Est      |
| Division Pacifique      | Division Centrale      | Division Atlantique    | Division Métropolitaine   |
| Ducks d'Anaheim         | Coyotes de l'Arizona   | Bruins de Boston       | Hurricanes de la Caroline |
| Flames de Calgary       | Avalanche du Colorado  | Sabres de Buffalo      | Blue Jackets de Columbus  |
| Oilers d'Edmonton       | Blackhawks de Chicago  | Red Wings de Détroit   | Devils du New Jersey      |
| Kings de Los Angeles    | Stars de Dallas        | Panthers de la Floride | Islanders de New York     |
| Sharks de San José      | Wild du Minnesota      | Canadiens de Montréal  | Rangers de New York       |
| Kraken de Seattle       | Predators de Nashville | Sénateurs d'Ottawa     | Flyers de Philadelphie    |
| Canucks de Vancouver    | Blues de Saint-Louis   | Lightning de Tampa Bay | Penguins de Pittsburgh    |
| Golden Knights de Vegas | Jets de Winnipeg       | Maple Leafs de Toronto | Capitals de Washington    |

## Historique

### La création de la LNH

Le logo de la LNH pour sa première saison en 1917.

La création de la Ligue nationale de hockey date de 1917. Alors que le monde est plongé dans la Première Guerre mondiale, deux associations couvrent le hockey sur glace en Amérique du Nord : l'Association de hockey de la Côte du Pacifique et l'Association nationale de hockey. Cette dernière commence sa saison avec six équipes : les Canadiens de Montréal, les Wanderers de Montréal, les Sénateurs d'Ottawa, les Bulldogs de Québec, les Blueshirts de Toronto et une équipe militaire, le 228e bataillon de Toronto. En février 1917, le 228e bataillon rejoint le front et pour faire suite à ce départ, une réunion est organisée le 11 février 1917 à l’hôtel Windsor de Montréal. Les présidents des différents clubs se réunissent afin d’évoquer ensemble le futur de leur ligue et il est décidé de terminer la saison sans le bataillon mais également sans les Blueshirts de Toronto.
Le président de ces derniers, Edward Livingstone, est malade et ne peut participer à la réunion. Il est souvent en conflit avec les autres équipes et a pour habitude d'exploiter la moindre faille dans le règlement pour servir son équipe et créer des situations irrégulières. Livingstone est soupçonné de payer des joueurs adverses pour qu’ils jouent moins bien. Livingstone mène même campagne afin de tenter d’exclure les Wanderers de Montréal qui ont proposé des contrats à deux de ses joueurs. La menace favorite de Livingstone, en cas de conflit avec les autres présidents, est celle de la création d’une nouvelle ligue rivale aux États-Unis.
La Ligue nationale de hockey est créée quelques mois plus tard, le 26 novembre 1917, alors que Livingstone ne souhaite plus assister aux réunions des anciens de l'ANH. Aux quatre équipes restantes, s'ajoute une nouvelle franchise de la ville de Toronto, les Arenas de Toronto. À la suite de cette réunion, Frank Calder devient en 1917 le premier président de la ligue.

### Les premiers temps

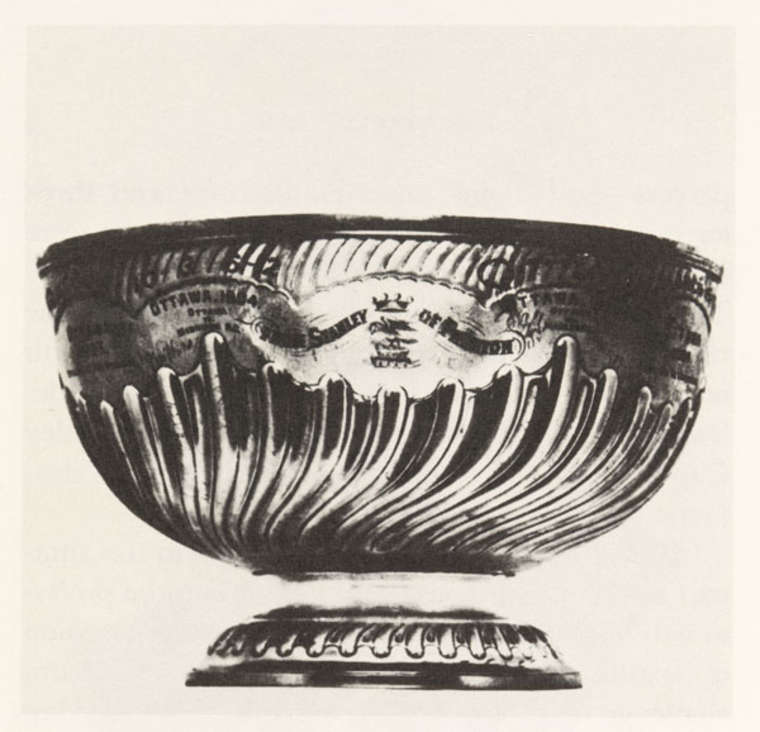
La première Coupe donnée par Sir Frederick Arthur Stanley, en 1893.

La première saison de la LNH est la saison 1917-1918 et les premières parties ont lieu le 19 décembre 1917. Cette saison voit les Arenas de Toronto, nouvellement créés, gagner la première Coupe Stanley de l'histoire de la LNH. La saison est découpée en deux parties, les Canadiens de Montréal ont gagné la première partie tandis que les Arenas ont gagné la seconde. Néanmoins, la première saison reste assez rocambolesque : au bout de quelques matchs, la patinoire des Wanderers est détruite par un incendie, causant ainsi la disparition de l'équipe. Les Bulldogs, eux, sont renvoyés de la ligue avant le début de la saison. En finale de la LNH, Toronto gagne la série 10 buts à 7 et peut alors accéder à la finale de la Coupe Stanley, où les Arenas rencontrent et battent les Millionnaires de Vancouver de la ligue concurrente, l'Association de hockey de la Côte du Pacifique.
Même si les débuts de la ligue sont difficiles, financièrement parlant, les équipes de la LNH sont performantes sur la glace avec huit victoires en finale de la Coupe Stanley sur les neuf premières saisons. Lors des séries de 1919, après 5 parties, la série est à égalité 2-2 avec un match nul. La sixième rencontre est prévue pour le 1er avril 1919 mais la pandémie de grippe espagnole force l'annulation de la série : plusieurs joueurs sont alors malades. Quatre jours plus tard, un joueur des Canadiens, Joseph Hall, meurt de cette épidémie. C'est la première des deux fois de l'histoire de la LNH que la Coupe Stanley n'est pas remise.

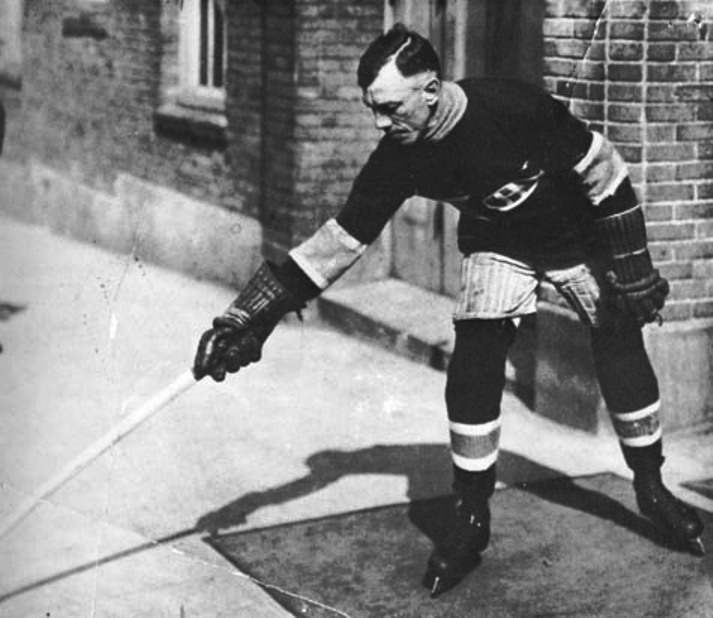
Joseph Hall, joueur anglais mort en 1919 des suites de la pandémie de grippe espagnole.

Ironiquement, plusieurs idées de Livingstone sont adoptées alors qu'il ne fait plus partie des présidents de la ligue : par exemple c'est lui qui a eu l'idée de diviser la saison en deux parties. Plus tard, George Kendall, le président des Canadiens de Montréal, déclare que sans Livingstone la LNH n'aurait jamais été une vraie ligue.
En 1924, la LNH commence à se déployer aux États-Unis avec la création des Bruins de Boston première franchise américaine puis de la deuxième et de la troisième en 1925 par l’intermédiaire des Pirates de Pittsburgh et des Americans de New York et enfin en 1925 les Cougars de Détroit et les Black Hawks de Chicago. Pendant ce temps, seulement deux nouvelles équipes canadiennes rejoignent la LNH, les Maroons de Montréal et les Tigers de Hamilton. Les Maroons sont alors créés pour donner au public anglophone de Montréal une équipe à soutenir mais également pour créer une rivalité avec les Canadiens de Montréal.
En 1926, les salaires des joueurs de la LNH atteignent un niveau tel que les autres ligues professionnelles de l’Amérique du Nord ne peuvent pas s’aligner et la LNH demeure la seule ligue à jouer pour la Coupe Stanley. À cette époque, elle devient également majoritairement américaine.
À la fin de la saison 1930-1931, la LNH compte dix équipes mais à la suite de la Grande Dépression, la ligue dépérit et petit à petit des équipes n’arrivent plus à survivre financièrement. C’est le cas des Pirates de Pittsburgh et également des Americans de New York. Finalement, même les Sénateurs d’Ottawa, équipe de la première heure, sont obligés de déposer le bilan après une tentative de relocalisation à Saint-Louis en tant qu'Eagles de Saint-Louis.
Pendant cette période, les équipes sont à peu près du même niveau et, mis à part les Sénateurs, aucune équipe ne sort réellement du lot. Ces derniers gagnent quatre Coupes Stanley avant de mettre fin à leurs activités en 1934.

### Les six équipes originales

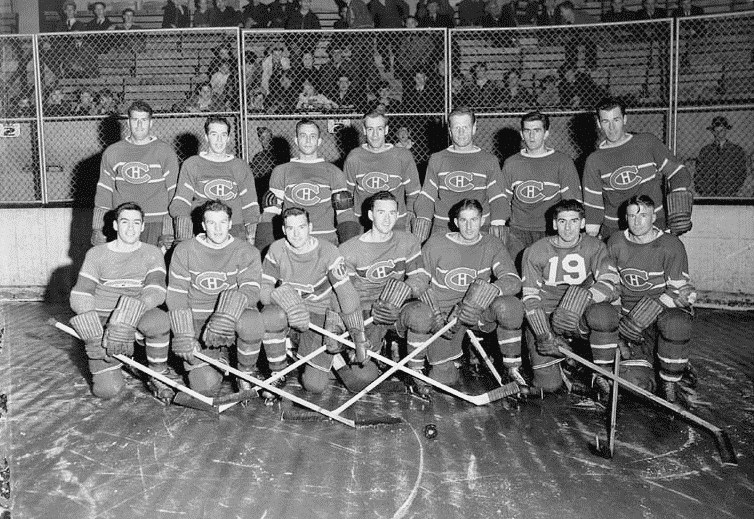
Les Canadiens en octobre 1942.

Avec toutes ces faillites et la Seconde Guerre mondiale, la LNH ne compte plus que six équipes pour fêter son vingt-cinquième anniversaire en 1942, six équipes souvent désignées – à tort – les Six équipes originales de la LNH. Pendant les vingt-cinq saisons suivantes, les Canadiens, les Maple Leafs, les Red Wings, les Bruins, les Rangers et les Black Hawks s'affrontent dans une ligue à six pour gagner la Coupe Stanley.
Quatre des six équipes sont, soit partiellement soit entièrement, la propriété des membres de la famille Norris et il est souvent dit que le nom NHL veut dire Norris House League, littéralement en français la ligue de la maison Norris.
Les Canadiens de Montréal, sous la direction de James Irvin puis de Hector Blake, sont sûrement la grande équipe de cette période avec pas moins de dix Coupes Stanley gagnées en l’espace de 25 saisons ainsi que cinq apparitions en finale de la Coupe. Les Maple Leafs avec leurs neuf titres ne sont pas loin derrière. Ils réalisent ainsi deux séries distinctes avec les victoires en 1947, 1948, 1949 et 1951 puis en 1962, 1963, 1964, 1967. À ces deux équipes, il faut ajouter les Red Wings de Détroit qui gagnent quatre Coupes au cours des finales 1950, 1952, 1954 et 1955.
Un des grands noms de cette période est sans conteste possible Maurice Richard, surnommé le « Rocket », premier joueur à inscrire 50 buts en 50 matchs en 1945. et premier joueur à marquer 500 buts dans sa carrière en 1957. Il convient également de citer Constantine Smythe, artisan du succès des Maple Leafs, Gordon Howe, Terrance Sawchuk, Robert Lindsay ou encore Leonard Kelly, tous les quatre membres des Red Wings.
Du côté des Canadiens, la Punch Line fait des merveilles et Jean Béliveau, vainqueur de dix Coupes Stanley dans sa carrière, et Bernard Geoffrion font parler d'eux.

### L’expansion de 1967
Au cours des années 1960, les équipes des ligues mineures, notamment les équipes des États-Unis, deviennent de plus en plus compétitives. La Western Hockey League monte de plus en plus et menace même de devenir une ligue professionnelle et ainsi d'avoir un droit sur la Coupe Stanley, de sorte qu'en 1967, la Ligue doit, pour la première fois depuis les années 1920, envisager une expansion. C'est ainsi que six nouvelles équipes s'ajoutent à la Ligue, créant une nouvelle division et incorporant des joueurs d'autres équipes au cours du repêchage d'expansion.
Les North Stars du Minnesota, les Kings de Los Angeles, les Seals d'Oakland, les Flyers de Philadelphie, les Penguins de Pittsburgh et les Blues de Saint-Louis font donc leur entrée dans la ligue, amenant un vent de fraîcheur qui transformera sensiblement la LNH. Pendant des années, les fans voyaient les mêmes maillots rouges, noirs et bleus s'affronter. Or, voici que, du jour au lendemain, apparaissent de nouvelles couleurs : violet, vert, orange et bleu ciel.
Certes, l'expansion en choque plus d'un : les Canadiens sont irrités qu'aucune nouvelle équipe canadienne n'ait fait son entrée dans la ligue, bien que Vancouver eût posé sa candidature. Cette situation est imputable aux propriétaires des Maple Leafs de Toronto et des Canadiens de Montréal, qui ne voient pas d'un bon œil une nouvelle franchise qui pourrait leur faire perdre une part des revenus de télévision de la CBC. Les puristes craignent également que cette expansion ne dilue le talent dans la Ligue et n'entraîne une baisse de qualité du jeu — ils étaient en outre attachés à cette ligue à six équipes et ne souhaitaient pas la voir changer. Même ceux qui se disent favorables à l'expansion s'inquiètent à l'idée que la Ligue double sa taille d'un coup, plutôt que de connaître une expansion graduelle, (comme au baseball par exemple).
Le coût d'une nouvelle franchise est alors de 2 millions de dollars, une somme colossale pour l'époque. Chaque joueur choisi au cours du repêchage intra-ligue précédant le début des activités de la nouvelle LNH coûte 50 000 dollars et la plupart des équipes ne courent aucune chance d'être compétitives dans un proche avenir. L'avantage de la nouvelle ligue, cependant, est que toutes les nouvelles franchises se retrouvant dans la même division, il est inévitable que des nouvelles franchises accèdent aux séries éliminatoires de 1968 et que l'une d'entre elles se rende même jusqu'en la finale de la Coupe Stanley. Malgré cela, les premières formations des nouvelles équipes sont faibles, comparativement aux effectifs d'équipes plus anciennes.
Dans le premier match de la saison, qui oppose les Canadiens aux Penguins, les experts prévoient une déroute pour les Penguins. Toutefois, en finale, les Canadiens ne l'emportent que par un pointage de 2 à 1. Les dirigeants et les supporters des six équipes originales constatent alors que la domination n'est pas aussi forte que prévu et que les nouvelles franchises se sont bien préparées à entrer dans la Ligue.
Trois saisons plus tard, la LNH accueille enfin une nouvelle franchise canadienne par l'intermédiaire des Canucks de Vancouver ainsi que les Sabres de Buffalo mais en 1972, une nouvelle ligue, encore plus bariolée, vient perturber les dirigeants de la LNH : l'Association mondiale de hockey.

### L'AMH et la LNH

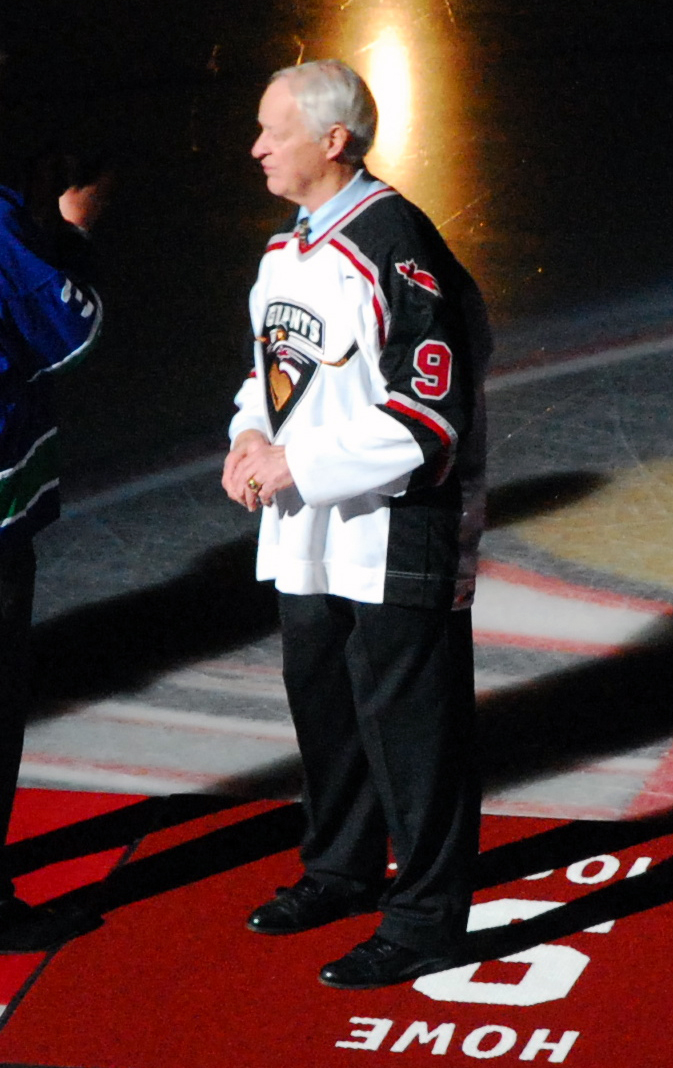
En 1974, Gordon Howe revient au jeu après deux ans entre parenthèses et signe dans l'Association mondiale de hockey avec ses deux fils (Howe est ici en photographie avec le maillot l'équipe dont il est propriétaire).

Elle est créée officiellement le 10 juin 1971 par deux californiens, Dennis Murphy et Gary Davidson, et bien que très peu prise au sérieux par les dirigeants de la LNH, l'Association mondiale révolutionne le monde du hockey professionnel.
La nouvelle ligue imprime immédiatement sa marque en subtilisant plusieurs joueurs à la LNH dont le très célèbre Robert Hull qui signe avec les Jets de Winnipeg pour la somme d'un million de dollars, un montant sans précédent à l'époque. Gordon Howe, le légendaire buteur de la LNH, retourne sur la glace et rejoint ses deux fils dans l'équipe des Aeros de Houston. La LNH réplique alors comme elle peut en accordant des franchises à Long Island et Atlanta : c'est le début des Islanders et des Flames, ces derniers déménageant par la suite à Calgary.
Même si l'AMH ne tentera finalement jamais de concourir pour la Coupe Stanley, son impact sur la LNH est indéniable, ne serait-ce que par la création des nouvelles franchises. De plus au cours de la saison 1978-1979, une future vedette de la LNH rejoint les Racers d'Indianapolis de l'AMH. Contrairement à la LNH qui exige un âge minimum pour l'entrée des joueurs dans la ligue, l'AMH n'a pas de standard et c'est âgé de 16 ans que le jeune joueur joue pour les Racers, puis pour les Oilers d'Edmonton : il s'agit de Wayne Gretzky. Une des autres avancées en grande partie à cause de l'AMH est celle de la présence de joueurs européens.
En 1979, l'AMH ne parvenant pas à attirer uniformément les partisans se voit contrainte d'arrêter ses activités et quatre de ses équipes, les Oilers d'Edmonton, les Jets de Winnipeg, les Nordiques de Québec et les Whalers de Hartford rejoignent la LNH pour une nouvelle décennie, alors que les Stingers de Cincinnati et les Bulls de Birmingham reçoivent une somme d'argent en guise de dédommagement pour la fermeture de la ligue. Des problèmes financiers entraînent la dissolution de l'AMH en juin 1979.
Entre le début des années 1960 et la fin de l'AMH, l'équipe la plus performante est une fois de plus les Canadiens de Montréal qui réalisent deux séries de quatre Coupes Stanley (en 1965, 1966, 1968, et en 1969 puis en 1976, 1977, 1978 et enfin en 1979). Les grands joueurs sont alors Jean Béliveau, Kenneth Dryden, Guy Lafleur, Larry Robinson, Robert Gainey et Mario Tremblay. Au cours de la deuxième série des quatre Coupes consécutives, William Bowman est l'homme derrière le banc qui guide ses joueurs sur les 58 matchs des séries avec 48 victoires pour 10 défaites : les Canadiens perdent alors un match lors des premières séries, deux la deuxième fois, trois la troisième et quatre lors de la dernière victoire de la dynastie.

### Les années 1980

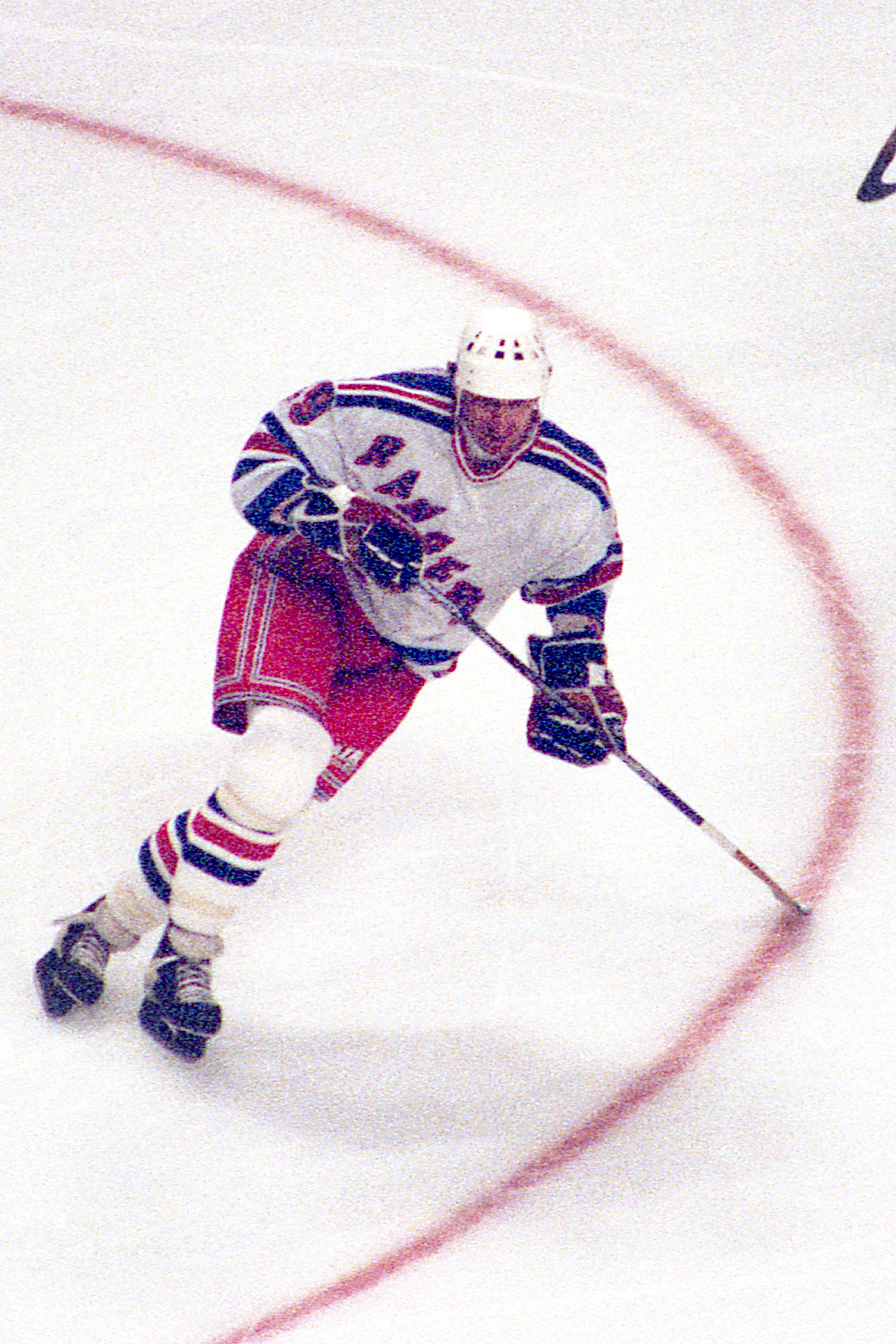
Wayne Gretzky, ici sous les couleurs des Rangers, a commencé sa carrière dans l'AMH.

Au cours des années 1980, la LNH connaît une période de stabilité, avec les vingt-et-une mêmes équipes en compétition pour la Coupe Stanley. L'équipe du début de la décennie vient de l'État de New York : les Islanders de New York, qui remportent les quatre premières Coupes Stanley, avec seulement 88 défaites en quatre saisons. L'équipe, dirigée par l'entraîneur Alger Arbour et par le directeur général William Torrey (en), est composée de joueurs tels que Michael Bossy, Bryan Trottier, Clark Gillies, William Smith, Robert Goring, Denis Potvin. La domination de l'équipe est vraisemblablement imputable à son fort potentiel à l'aile gauche : en effet, des six marqueurs réguliers des Islanders, trois sont gauchers. À l'occasion de leur dernière victoire en 1983, les Islanders balaient en quatre matches leurs jeunes adversaires, les Oilers d'Edmonton, dont un certain Wayne Gretzky. Glen Sather, entraîneur des Oilers, déclare par la suite : « Cette année-là, nous avons cependant appris une leçon qui allait nous permettre de gagner, par la suite ». En effet, les Oilers apprennent ce qu'il en coûte de gagner et de se battre réellement sur la glace pour remporter la victoire.
Ainsi, dès la saison suivante, la LNH prend un tournant et le Canada s'impose par ses équipes en finale de la Coupe Stanley, dont cinq éditions pour les Oilers de Gretzky. Paradoxalement, en même temps, les franchises de la LNH commencent à ne plus se sentir aussi bien au Canada et certaines commencent dès 1983 à se poser des questions sur un possible futur déménagement : c'est le cas des Jets de Winnipeg, déménagement qui aura lieu finalement en 1996.
L'homme fort des années 1980 est assurément Wayne Gretzky. En effet, dès sa première saison au sein de la grande ligue, il termine deuxième meilleur marqueur, derrière Marcel Dionne, qui le devance de deux buts, avec le même nombre de points marqués (137) et remporte le trophée Hart décerné au meilleur joueur de la LNH — le premier d'une série de huit trophées d'affilée — faisant ainsi taire les critiques. Bien qu'étant devenu le plus jeune joueur de l'histoire à inscrire 50 buts, il ne reçoit pas le trophée Calder en raison de sa saison professionnelle dans l'AMH. Au cours de la saison 1981-1982, il pulvérise un record mythique : 50 buts en 50 matchs. Ce record, première fois atteint par Maurice Richard en 1944-1945 et égalé seulement 35 ans plus tard par Michael Bossy, au cours de la saison 1980-1981, est surpassé par Gretzky, qui accomplit l'exploit de marquer 50 buts en seulement 39 matches. Il termine la saison avec un record de 92 buts, 120 aides et 212 points en 80 matches, devenant le premier joueur de l'histoire de la LNH à franchir la barrière des 200 points en une saison,. Mario Lemieux, unique joueur à avoir approché cette performance, est choisi en première ronde du repêchage 1984 par les Penguins de Pittsburgh, équipe finissant souvent aux dernières places en saison régulière. Il termine, en 1988-1989, avec 199 points.

### Les années 1990

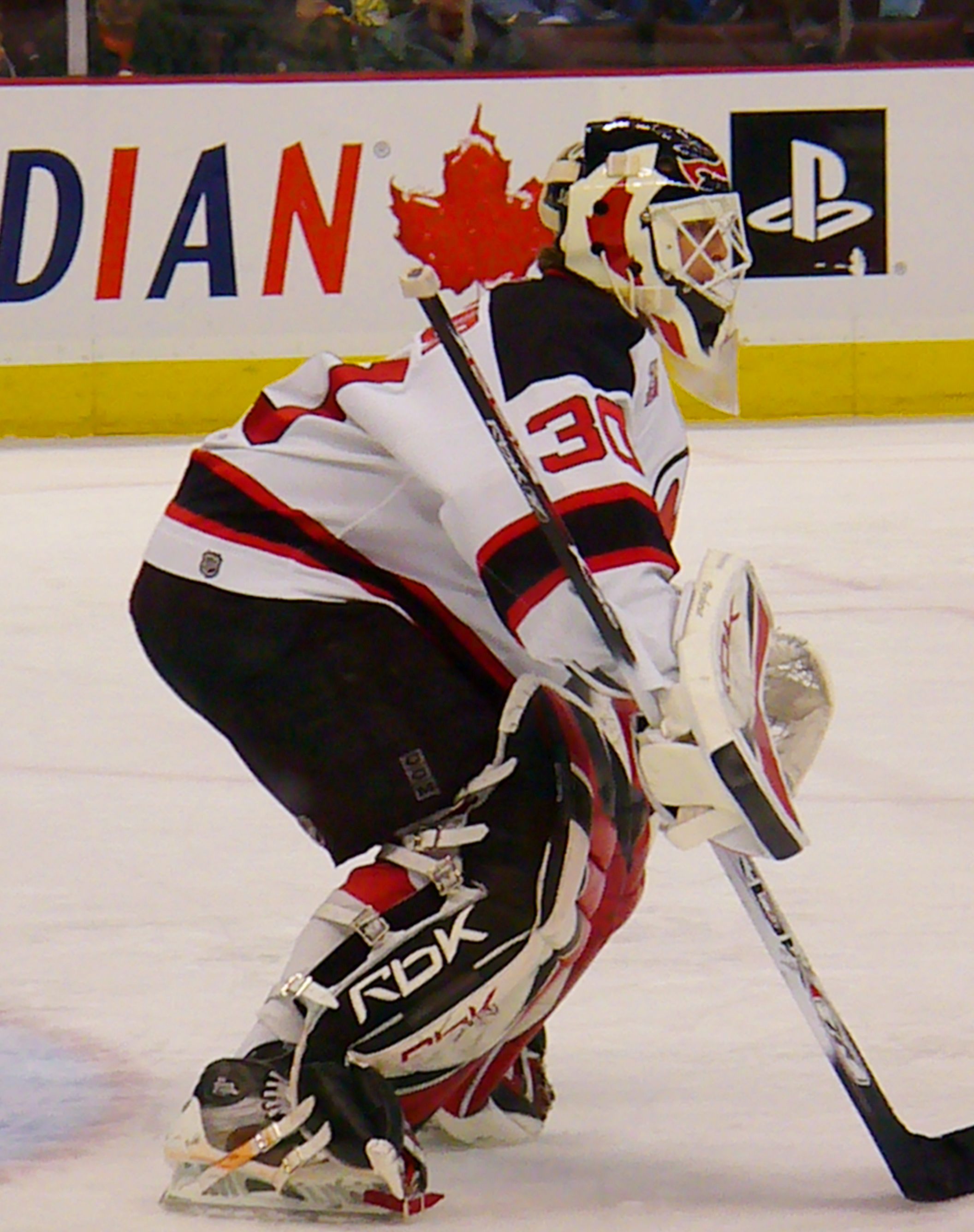
Martin Brodeur gardien des Devils du New Jersey.

La décennie suivante semble commencer de la même manière que se sont finies les années 1980 mais les Penguins de Pittsburgh volent la vedette aux Oilers en gagnant les deux premières Coupes. Mario Lemieux joue un rôle prépondérant tout au long de la décennie même si de nombreuses blessures le privent de beaucoup de temps de jeu. Pendant ce temps, Gretzky continue toujours de dominer la ligue même si son transfert au sein des Kings de Los Angeles ne se passe pas aussi bien que prévu. La première saison de Gretzky avec les Kings a comme conséquence de populariser le hockey dans une ville qui n'avait pas forcément l'habitude de suivre le hockey et de faire découvrir au monde entier ce joueur canadien.
Les années 1990 sont surtout marquées par l'ajout de nombreuses franchises dans la LNH. Ainsi sur une période de dix saisons, les vingt-et-une franchises sont rejointes par neuf autres. De plus, des franchises quittent également le Canada pour rejoindre les États-Unis ; c'est le cas par exemple des Nordiques de Québec rejoignant le Colorado pour devenir l'Avalanche du Colorado, équipe championne de la Coupe Stanley lors de leur première saison en 1996.
Au cours des années 1990 et au début des années 2000, deux équipes dominent les débats, les Devils du New Jersey menés par leur gardien de but vedette Martin Brodeur et les Red Wings de Détroit menés par l'emblématique capitaine Stephen Yzerman. Les Devils gagnent la Coupe Stanley en 1995, 2000 et 2003 alors que les Red Wings gagnent la Coupe en 1997, 1998, 2002 et 2008. Ces derniers remportent également de nombreuses fois le titre de meilleure équipe de la saison régulière en remportant le Trophée des présidents en 1995, 1996, 2002, 2004, 2006 et 2008.

### Les revendications des joueurs

Le logo de la LNH, tel qu'il était jusqu'en 2005

La saison a été écourtée à trois reprises entre 1992 et 2005. La première action est menée par l’Association des joueurs de la Ligue nationale de hockey au mois d’avril 1992. Le mouvement ne dure finalement qu’une dizaine de jours et tous les matchs annulés ont le temps d’être reprogrammés.
La deuxième fois, une grève des joueurs au début de la saison 1994-1995 force la ligue à réduire les 84 matchs initialement prévus à 48. Par conséquent des aménagements sont nécessaires et le calendrier se résume pour chaque équipe aux confrontations directes à l’intérieur de leur propre association. Le résultat de l’action des joueurs est la promesse de possibilités de renégociations en 1998 avec une possibilité d’extension jusqu’au 15 septembre 2004.
En 2004, les dirigeants de la LNH et les représentants de l'Association des joueurs ne parviennent pas à s'entendre et finalement, le 15 septembre, Gary Bettman, commissaire de la ligue prend la décision de déclarer un « lock-out » : le 16 février 2005, lors d'une conférence de presse tenue à New York, Bettman annonce officiellement l'annulation complète de la saison 2004-2005, faute d'en venir à une entente concernant une nouvelle convention collective entre les deux parties. Une différence de 6,5 millions de dollars, ainsi que plusieurs points touchant le partage des revenus, séparent les propriétaires et l'association des joueurs (les joueurs étaient payés trop cher d'après les propriétaires). Le principal but des propriétaires était d'implanter un plafond salarial, qui fut initialement établi à 39 millions de dollars pour la saison 2005-2006. Le salaire d'un joueur est alors compris entre 450 000 et 7,5 millions de dollars par année. C'est la première fois qu'une ligue de sport professionnelle annule une saison au complet en Amérique du Nord.

### Depuis 2005

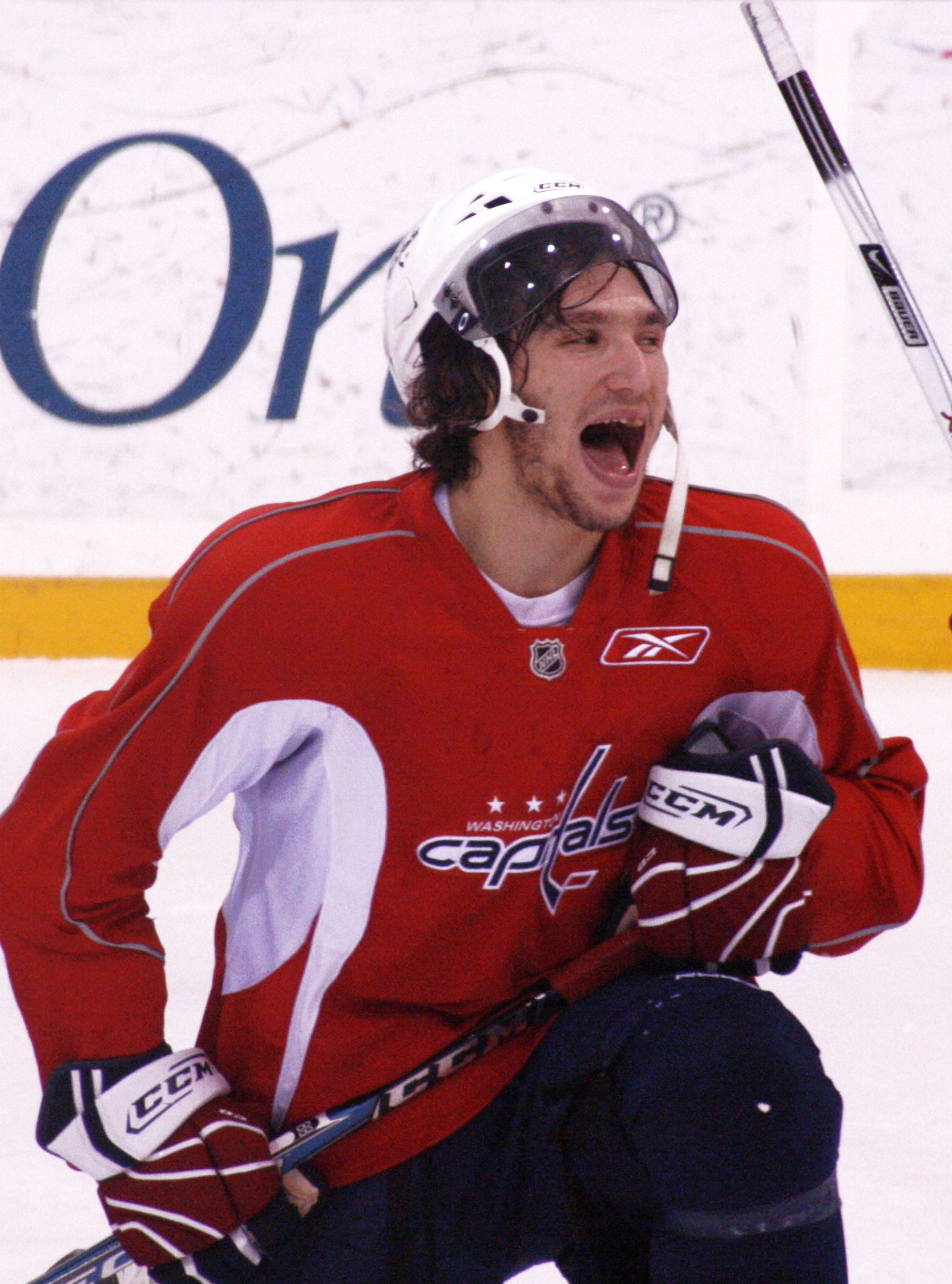
Aleksandr Ovetchkine, une des vedettes de la LNH depuis 2005.

Le 5 octobre 2005, la première soirée de hockey sur glace de la LNH a lieu en Amérique du Nord depuis 310 jours et ce soir-là, quinze matchs ont lieu en même temps, onze d'entre eux se jouant à guichets fermés. La première saison post lock-out est finalement pleine de rebondissements et les Hurricanes de la Caroline gagnent en 2006 en finale de la Coupe Stanley contre les Oilers d'Edmonton. La dernière franchise canadienne ayant gagné la Coupe Stanley est celle des Canadiens de Montréal en 1993. Au cours de cette même saison, les recrues sont plus nombreuses et représentent deux repêchages. De plus, le talent des jeunes joueurs est d'un niveau rarement atteint : deux recrues, Sidney Crosby et Aleksandr Ovetchkine, dépassent à la fin de la saison la barre des 100 points,, ce dernier remportant le trophée Calder de la meilleure recrue.
Dans le but d'accélérer le jeu, la LNH supprime certaines règles: par exemple, le hors-jeu de deux lignes n'est plus pénalisé et une équipe réalisant un dégagement interdit est forcée de garder les mêmes joueurs sur la glace. Même si la LNH possède plus d’équipes aux États-Unis qu’au Canada, le sport reste dominé numériquement par les joueurs d’origine canadienne. En effet, en 2005-2006, plus de la moitié des joueurs étaient canadiens. Toutefois, 95 % l'étaient vingt-cinq ans plus tôt.[réf. nécessaire]

### Le centenaire
Le 19 décembre 1917, les Canadiens de Montréal se défont des Sénateurs d'Ottawa par le compte de 7 à 4 lors de la première partie dans la toute nouvelle ligue. Cent ans plus tard, le 16 décembre 2017, un match extérieur au Stade Place TD du Parc Lansdowne d'Ottawa commémore cet affrontement avec les deux mêmes équipes. Cette fois, c'est Ottawa qui l'emporte par la marque de 3 à 0.
Le jour même de l'anniversaire, pour commémorer le deuxième match de cette journée, cette fois entre l'équipe défunte des Wanderers de Montréal et les Arenas de Toronto, le nom original de la franchise des Maple Leafs, les joueurs de l'équipe de Toronto portent le chandail d'origine mais sont battus par les Hurricanes de la Caroline 8 à 1.

### Liste des vainqueurs de la Ligue nationale de hockey

#### Entre 1918 et 1926
Entre 1918 et 1926, la Coupe Stanley n'est pas uniquement le trophée de la Ligue nationale de hockey mais celui de l'ensemble du hockey nord-américain. Il est ainsi techniquement possible qu'une équipe soit sacrée championne de la LNH sans qu'elle ne remporte pour autant la Coupe Stanley. C'est le cas en 1919, année où la finale de la Coupe Stanley n'est pas jouée, et également en 1925, année où les Canadiens sont battus par les Cougars de Victoria.
| Année | Champion                  | Finaliste               | Résultat | Résultat de la finale de la Coupe Stanley                                                 |
| ----- | ------------------------- | ----------------------- | -------- | ----------------------------------------------------------------------------------------- |
| 1918  | Arenas de Toronto         | Canadiens de Montréal   | 10-7     | Victoires des Arenas de Toronto contre les Millionnaires de Vancouver (PCHA) 3 matchs à 2 |
| 1919  | Canadiens de Montréal     | Club de hockey d'Ottawa | 4-1      | Finale non jouée                                                                          |
| 1920  | Club de hockey d'Ottawa   | -                       | -        | Victoire d'Ottawa contre les Metropolitans de Seattle (PCHA) 3 matchs à 2                 |
| 1921  | Sénateurs d'Ottawa        | St. Patricks de Toronto | 7-0      | Victoire d'Ottawa contre les Millionnaires de Vancouver (PCHA) 3 matchs à 2               |
| 1922  | Saint-Patricks de Toronto | Sénateurs d'Ottawa      | 5-4      | Victoire de Toronto contre les Millionnaires de Vancouver (PCHA) 3 matchs à 2             |
| 1923  | Sénateurs d'Ottawa        | Canadiens de Montréal   | 3-2      | Victoire d'Ottawa contre les Maroons de Vancouver (PCHA) 3 matchs à 1                     |
| 1924  | Canadiens de Montréal     | Club de hockey d'Ottawa | 5-3      | Victoire de Montréal contre les Maroons de Vancouver (PCHA) 2 matchs à 0                  |
| 1925  | Canadiens de Montréal     | St. Patricks de Toronto | 5-2      | Défaite contre les Cougars de Victoria (WCHL) 3 matchs à 1                                |
| 1926  | Maroons de Montréal       | Club de hockey d'Ottawa | 2-1      | Victoire contre les Cougars de Victoria (WCHL) 3 matchs à 1                               |

#### Depuis 1926
Depuis 1926, le vainqueur des séries de la LNH se voit automatiquement remettre la Coupe Stanley.
| Année | Champion                  | Finaliste                 | Résultat       |
| ----- | ------------------------- | ------------------------- | -------------- |
| 1927  | Sénateurs d'Ottawa        | Bruins de Boston          | 2-0-2          |
| 1928  | Rangers de New York       | Maroons de Montréal       | 3-2            |
| 1929  | Bruins de Boston          | Rangers de New York       | 2-0            |
| 1930  | Canadiens de Montréal     | Bruins de Boston          | 2-0            |
| 1931  | Canadiens de Montréal     | Black Hawks de Chicago    | 3-2            |
| 1932  | Maple Leafs de Toronto    | Rangers de New York       | 3-0            |
| 1933  | Rangers de New York       | Maple Leafs de Toronto    | 3-1            |
| 1934  | Black Hawks de Chicago    | Red Wings de Détroit      | 3-1            |
| 1935  | Maroons de Montréal       | Maple Leafs de Toronto    | 3-0            |
| 1936  | Red Wings de Détroit      | Maple Leafs de Toronto    | 3-1            |
| 1937  | Red Wings de Détroit      | Rangers de New York       | 3-2            |
| 1938  | Black Hawks de Chicago    | Maple Leafs de Toronto    | 3-1            |
| 1939  | Bruins de Boston          | Maple Leafs de Toronto    | 4-1            |
| 1940  | Rangers de New York       | Maple Leafs de Toronto    | 4-2            |
| 1941  | Bruins de Boston          | Red Wings de Détroit      | 4-0            |
| 1942  | Maple Leafs de Toronto    | Red Wings de Détroit      | 4-3            |
| 1943  | Red Wings de Détroit      | Bruins de Boston          | 4-0            |
| 1944  | Canadiens de Montréal     | Black Hawks de Chicago    | 4-0            |
| 1945  | Maple Leafs de Toronto    | Red Wings de Détroit      | 4-3            |
| 1946  | Canadiens de Montréal     | Bruins de Boston          | 4-1            |
| 1947  | Maple Leafs de Toronto    | Canadiens de Montréal     | 4-2            |
| 1948  | Maple Leafs de Toronto    | Red Wings de Détroit      | 4-0            |
| 1949  | Maple Leafs de Toronto    | Red Wings de Détroit      | 4-0            |
| 1950  | Red Wings de Détroit      | Rangers de New York       | 4-3            |
| 1951  | Maple Leafs de Toronto    | Canadiens de Montréal     | 4-1            |
| 1952  | Red Wings de Détroit      | Canadiens de Montréal     | 4-0            |
| 1953  | Canadiens de Montréal     | Bruins de Boston          | 4-1            |
| 1954  | Red Wings de Détroit      | Canadiens de Montréal     | 4-3            |
| 1955  | Red Wings de Détroit      | Canadiens de Montréal     | 4-3            |
| 1956  | Canadiens de Montréal     | Red Wings de Détroit      | 4-1            |
| 1957  | Canadiens de Montréal     | Bruins de Boston          | 4-1            |
| 1958  | Canadiens de Montréal     | Bruins de Boston          | 4-2            |
| 1959  | Canadiens de Montréal     | Maple Leafs de Toronto    | 4-1            |
| 1960  | Canadiens de Montréal     | Maple Leafs de Toronto    | 4-0            |
| 1961  | Black Hawks de Chicago    | Red Wings de Détroit      | 4-2            |
| 1962  | Maple Leafs de Toronto    | Black Hawks de Chicago    | 4-2            |
| 1963  | Maple Leafs de Toronto    | Red Wings de Détroit      | 4-1            |
| 1964  | Maple Leafs de Toronto    | Red Wings de Détroit      | 4-3            |
| 1965  | Canadiens de Montréal     | Black Hawks de Chicago    | 4-3            |
| 1966  | Canadiens de Montréal     | Red Wings de Détroit      | 4-2            |
| 1967  | Maple Leafs de Toronto    | Canadiens de Montréal     | 4-2            |
| 1968  | Canadiens de Montréal     | Blues de Saint-Louis      | 4-0            |
| 1969  | Canadiens de Montréal     | Blues de Saint-Louis      | 4-0            |
| 1970  | Bruins de Boston          | Blues de Saint-Louis      | 4-0            |
| 1971  | Canadiens de Montréal     | Black Hawks de Chicago    | 4-3            |
| 1972  | Bruins de Boston          | Rangers de New York       | 4-2            |
| 1973  | Canadiens de Montréal     | Black Hawks de Chicago    | 4-2            |
| 1974  | Flyers de Philadelphie    | Bruins de Boston          | 4-2            |
| 1975  | Flyers de Philadelphie    | Sabres de Buffalo         | 4-2            |
| 1976  | Canadiens de Montréal     | Flyers de Philadelphie    | 4-0            |
| 1977  | Canadiens de Montréal     | Bruins de Boston          | 4-0            |
| 1978  | Canadiens de Montréal     | Bruins de Boston          | 4-2            |
| 1979  | Canadiens de Montréal     | Rangers de New York       | 4-1            |
| 1980  | Islanders de New York     | Flyers de Philadelphie    | 4-2            |
| 1981  | Islanders de New York     | North Stars du Minnesota  | 4-1            |
| 1982  | Islanders de New York     | Canucks de Vancouver      | 4-0            |
| 1983  | Islanders de New York     | Oilers d'Edmonton         | 4-0            |
| 1984  | Oilers d'Edmonton         | Islanders de New York     | 4-1            |
| 1985  | Oilers d'Edmonton         | Flyers de Philadelphie    | 4-1            |
| 1986  | Canadiens de Montréal     | Flames de Calgary         | 4-1            |
| 1987  | Oilers d'Edmonton         | Flyers de Philadelphie    | 4-3            |
| 1988  | Oilers d'Edmonton         | Bruins de Boston          | 4-0            |
| 1989  | Flames de Calgary         | Canadiens de Montréal     | 4-2            |
| 1990  | Oilers d'Edmonton         | Bruins de Boston          | 4-1            |
| 1991  | Penguins de Pittsburgh    | North Stars du Minnesota  | 4-2            |
| 1992  | Penguins de Pittsburgh    | Blackhawks de Chicago     | 4-0            |
| 1993  | Canadiens de Montréal     | Kings de Los Angeles      | 4-1            |
| 1994  | Rangers de New York       | Canucks de Vancouver      | 4-3            |
| 1995  | Devils du New Jersey      | Red Wings de Détroit      | 4-0            |
| 1996  | Avalanche du Colorado     | Panthers de la Floride    | 4-0            |
| 1997  | Red Wings de Détroit      | Flyers de Philadelphie    | 4-0            |
| 1998  | Red Wings de Détroit      | Capitals de Washington    | 4-0            |
| 1999  | Stars de Dallas           | Sabres de Buffalo         | 4-2            |
| 2000  | Devils du New Jersey      | Stars de Dallas           | 4-2            |
| 2001  | Avalanche du Colorado     | Devils du New Jersey      | 4-3            |
| 2002  | Red Wings de Détroit      | Hurricanes de la Caroline | 4-1            |
| 2003  | Devils du New Jersey      | Mighty Ducks d'Anaheim    | 4-3            |
| 2004  | Lightning de Tampa Bay    | Flames de Calgary         | 4-3            |
| 2005  | Saison annulée            | Saison annulée            | Saison annulée |
| 2006  | Hurricanes de la Caroline | Oilers d'Edmonton         | 4-3            |
| 2007  | Ducks d'Anaheim           | Sénateurs d'Ottawa        | 4-1            |
| 2008  | Red Wings de Détroit      | Penguins de Pittsburgh    | 4-2            |
| 2009  | Penguins de Pittsburgh    | Red Wings de Détroit      | 4-3            |
| 2010  | Blackhawks de Chicago     | Flyers de Philadelphie    | 4-2            |
| 2011  | Bruins de Boston          | Canucks de Vancouver      | 4-3            |
| 2012  | Kings de Los Angeles      | Devils du New Jersey      | 4-2            |
| 2013  | Blackhawks de Chicago     | Bruins de Boston          | 4-2            |
| 2014  | Kings de Los Angeles      | Rangers de New York       | 4-1            |
| 2015  | Blackhawks de Chicago     | Lightning de Tampa Bay    | 4-2            |
| 2016  | Penguins de Pittsburgh    | Sharks de San José        | 4-2            |
| 2017  | Penguins de Pittsburgh    | Predators de Nashville    | 4-2            |
| 2018  | Capitals de Washington    | Golden Knights de Vegas   | 4-1            |
| 2019  | Blues de Saint-Louis      | Bruins de Boston          | 4-3            |
| 2020  | Lightning de Tampa Bay    | Stars de Dallas           | 4-2            |
| 2021  | Lightning de Tampa Bay    | Canadiens de Montréal     | 4-1            |
| 2022  | Avalanche du Colorado     | Lightning de Tampa Bay    | 4-2            |
| 2023  | Golden Knights de Vegas   | Panthers de la Floride    | 4-1            |
| 2024  | Panthers de la Floride    | Oilers d'Edmonton         | 4-3            |
| 2025  | Panthers de la Floride    | Oilers d'Edmonton         | 4-2            |

## Équipes de la LNH
Lors de sa première saison, la LNH ne compte que quatre équipes, toutes du Canada. Les Bruins de Boston, la première équipe venant des États-Unis, fait ses débuts dans la ligue en 1924-1925. Deux ans plus tard, il y a désormais dix franchises dans la LNH, cinq du Canada et cinq autres des États-Unis. À partir de 1931, la LNH commence à perdre des équipes pour ne plus avoir que six franchises pour la saison 1942-1943, les six équipes originales : les Canadiens de Montréal, les Maple Leafs de Toronto, les Bruins de Boston, les Red Wings de Détroit, les Rangers de New York et les Black Hawks de Chicago.
Au cours des 25 saisons qui suivent, la LNH ne compte que ces six mêmes équipes, jusqu'en 1967. En effet, la LNH décide de réagir à la montée d'autres ligues majeures et double ainsi son nombre d'équipes. Au cours de l'expansion de 1967, la LNH accepte ainsi les Blues de Saint-Louis, les Flyers de Philadelphie, les Kings de Los Angeles, les North Stars du Minnesota, les Penguins de Pittsburgh et enfin les Seals d'Oakland. Trois ans plus tard, c'est au tour des Sabres de Buffalo et des Canucks de Vancouver de rejoindre la LNH au cours de l'expansion de 1970 alors que les Seals sont désormais les Golden Seals de la Californie avant de devenir les Barons de Cleveland. Les Islanders de New York et les Flames d'Atlanta font leurs débuts dans la LNH en 1972-1973 puis c'est au tour des Scouts de Kansas City et des Capitals de Washington deux ans plus tard. La saison 1978-1979 de la LNH voit la disparition des Barons mais dès la saison suivante, la LNH absorbe certaines équipes de l'Association mondiale de hockey : les Oilers d'Edmonton, les Jets de Winnipeg, les Nordiques de Québec et les Whalers de Hartford.
La LNH connaît alors une période de stabilité d'une dizaine d'années avant de connaître au cours des années 1990 l'ajout de plusieurs équipes : Sharks de San José en 1991, les Sénateurs d'Ottawa et le Lightning de Tampa Bay en 1992, les Panthers de la Floride et les Mighty Ducks d'Anaheim en 1993, les Predators de Nashville en 1998, les Thrashers d'Atlanta en 1999 et enfin le Wild du Minnesota et les Blue Jackets de Columbus en 2000. En 2016, la LNH accorde une concession à Las Vegas qui commence ses activités lors de la saison 2017-2018. La saison 2021-2022 voit l'apparition d'une 32e franchise à Seattle.

### Équipes actuelles
Cette section présente les équipes actuelles de la LNH classées par association puis par division. Pour chaque équipe, les renseignements suivant sont aussi donnés :
- le nom de l'équipe,
- la ville où évolue l'équipe (avec le nom de l'État ou de la province),
- le nom de l'aréna et sa capacité,
- la date de la première saison dans la LNH.

Les couleurs des lignes servent à localiser les associations sur la carte.
La répartition des équipes Est/Ouest est telle que les équipes situées dans la moitié Est de l'Amérique du Nord sont plus nombreuses que les équipes de la moitié Ouest. Ainsi, certaines équipes situées dans l'association de l'Ouest pourraient tout aussi prétendre jouer dans l'association de l'Est. De plus, les équipes situées au Canada sont en minorité par rapport aux équipes des États-Unis (7 contre 25). Géographiquement, le Nord-Est des États-Unis est la région la plus représentée avec sept franchises.
| Division       | Équipe                                                                                     | Ville                            | Aréna                 | Capacité | Première saison |
| -------------- | ------------------------------------------------------------------------------------------ | -------------------------------- | --------------------- | -------- | --------------- |
| Atlantique     | Canadiens de Montréal                                                                      | Montréal, Québec                 | Centre Bell           | 21 287   | 1917-1918       |
| Atlantique     | Sénateurs d'Ottawa                                                                         | Ottawa, Ontario                  | Centre Canadian Tire  | 17 373   | 1992-1993       |
| Atlantique     | Maple Leafs de Toronto Arenas de Toronto (1917-1919) Saint-Patricks de Toronto (1919-1926) | Toronto, Ontario                 | Scotiabank Arena      | 18 819   | 1917-1918       |
| Atlantique     | Bruins de Boston                                                                           | Boston, Massachusetts            | TD Garden             | 17 565   | 1924-1925       |
| Atlantique     | Sabres de Buffalo                                                                          | Buffalo, New York                | KeyBank Center        | 19 070   | 1970-1971       |
| Atlantique     | Red Wings de Détroit Cougars de Détroit (1926-1930) Falcons de Détroit (1930-1932)         | Détroit, Michigan                | Little Caesars Arena  | 19 515   | 1926-1927       |
| Atlantique     | Lightning de Tampa Bay                                                                     | Tampa, Floride                   | Amalie Arena          | 19 204   | 1992-1993       |
| Atlantique     | Panthers de la Floride                                                                     | Sunrise, Floride                 | Amerant Bank Arena    | 19 250   | 1993-1994       |
| Métropolitaine | Rangers de New York                                                                        | New York, New York               | Madison Square Garden | 18 006   | 1926-1927       |
| Métropolitaine | Devils du New Jersey                                                                       | Newark, New Jersey               | Prudential Center     | 17 625   | 1982-1983       |
| Métropolitaine | Islanders de New York                                                                      | Brooklyn, New York               | UBS Arena             | 17 113   | 1972-1973       |
| Métropolitaine | Flyers de Philadelphie                                                                     | Philadelphie, Pennsylvanie       | Wells Fargo Center    | 19 545   | 1967-1968       |
| Métropolitaine | Penguins de Pittsburgh                                                                     | Pittsburgh, Pennsylvanie         | PPG Paints Arena      | 18 387   | 1967-1968       |
| Métropolitaine | Blue Jackets de Columbus                                                                   | Columbus, Ohio                   | Nationwide Arena      | 18 144   | 2000-2001       |
| Métropolitaine | Capitals de Washington                                                                     | Washington, District de Columbia | Capital One Arena     | 18 506   | 1974-1975       |
| Métropolitaine | Hurricanes de la Caroline                                                                  | Raleigh, Caroline du Nord        | PNC Arena             | 18 680   | 1997-1998       |

| Division  | Équipe | Ville                           | Aréna                    | Capacité | Première saison |
| --------- | --- | ------------------------------- | ------------------------ | -------- | --------------- |
| Centrale  | Jets de Winnipeg | Winnipeg, Manitoba              | Canada Life Centre       | 15 015   | 2011-2012       |
| Centrale  | Wild du Minnesota | St. Paul, Minnesota             | Xcel Energy Center       | 19 350   | 2000-2001       |
| Centrale  | Blackhawks de Chicago                                                                                                  | Chicago, Illinois               | United Center            | 19 717   | 1926-1927       |
| Centrale  | Avalanche du Colorado                                                                                                  | Denver, Colorado                | Ball Arena               | 18 007   | 1995-1996       |
| Centrale  | Blues de Saint-Louis                                                                                                   | Saint-Louis, Missouri           | Enterprise Center        | 19 250   | 1967-1968       |
| Centrale  | Predators de Nashville                                                                                                 | Nashville Tennessee             | Bridgestone Arena        | 17 113   | 1998-1999       |
| Centrale  | Stars de Dallas | Dallas, Texas                   | American Airlines Center | 18 532   | 1993-1994       |
| Centrale  | Mammoth de l'Utah Coyotes de Phoenix (1996-2014) Coyotes de l'Arizona (2014-2024) Club de hockey de l'Utah (2024-2025) | Salt Lake City, Utah            | Delta Center             | 16 200   | 2024-2025       |
| Pacifique | Oilers d'Edmonton | Edmonton, Alberta               | Rogers Place             | 18 641   | 1979-1980       |
| Pacifique | Flames de Calgary | Calgary, Alberta                | Scotiabank Saddledome    | 19 289   | 1980-1981       |
| Pacifique | Canucks de Vancouver                                                                                                   | Vancouver, Colombie-Britannique | Rogers Arena             | 18 910   | 1970-1971       |
| Pacifique | Sharks de San José | San José, Californie            | SAP Center               | 17 562   | 1991-1992       |
| Pacifique | Golden Knights de Vegas                                                                                                | Las Vegas, Nevada               | T-Mobile Arena           | 17 368   | 2017-2018       |
| Pacifique | Kings de Los Angeles                                                                                                   | Los Angeles, Californie         | Crypto.com Arena         | 18 118   | 1967-1968       |
| Pacifique | Ducks d'Anaheim Mighty Ducks d'Anaheim (1993-2006)                                                                     | Anaheim, Californie             | Honda Center             | 17 174   | 1993-1994       |
| Pacifique | Kraken de Seattle | Seattle, Washington             | Seattle Center Arena     | 17 400   | 2021-2022       |

### Anciennes équipes de la LNH
| Années d'activité | Nom de l'équipe               | Future appellation de l'équipe           |
| ----------------- | ----------------------------- | ---------------------------------------- |
| 1917-1918         | Wanderers de Montréal         | Arrêt de la franchise                    |
| 1917-1934         | Sénateurs d'Ottawa            | Eagles de Saint-Louis                    |
| 1919-1920         | Bulldogs de Québec            | Tigers de Hamilton                       |
| 1920-1925         | Tigers de Hamilton            | Americans de New York                    |
| 1924-1938         | Maroons de Montréal           | Arrêt de la franchise                    |
| 1925-1941         | Americans de New York         | Americans de Brooklyn                    |
| 1925-1930         | Pirates de Pittsburgh         | Quakers de Philadelphie                  |
| 1930-1931         | Quakers de Philadelphie       | Arrêt de la franchise                    |
| 1934-1935         | Eagles de Saint-Louis         | Arrêt de la franchise                    |
| 1941-1942         | Americans de Brooklyn         | Arrêt de la franchise                    |
| 1967-1970         | Seals d'Oakland               | Golden Seals de la Californie            |
| 1967-1993         | North Stars du Minnesota      | Sharks de San José,                      |
| 1967-1993         | North Stars du Minnesota      | Stars de Dallas                          |
| 1970-1974         | Golden Seals de la Californie | Barons de Cleveland                      |
| 1972-1980         | Flames d'Atlanta              | Flames de Calgary                        |
| 1974-1976         | Scouts de Kansas City         | Rockies du Colorado                      |
| 1976-1978         | Barons de Cleveland           | Fusion avec les North Stars du Minnesota |
| 1976-1982         | Rockies du Colorado           | Devils du New Jersey                     |
| 1979-1995         | Nordiques de Québec           | Avalanche du Colorado                    |
| 1979-1996         | Jets de Winnipeg              | Coyotes de Phoenix                       |
| 1979-1997         | Whalers de Hartford           | Hurricanes de la Caroline                |
| 1996-2014         | Coyotes de Phoenix            | Coyotes de l'Arizona                     |
| 1999-2011         | Thrashers d'Atlanta           | Jets de Winnipeg                         |
| 2014-2024         | Coyotes de l'Arizona          | Club de hockey de l'Utah                 |
| 2024-2025         | Club de hockey de l'Utah      | Mammoth de l'Utah                        |

## Présidents / commissaires de la LNH
Le commissaire de la LNH est l'officiel le plus important de la ligue.
De 1917 à 1993, le poste s'appelle le Président. Le titre a changé afin d'uniformiser l'appellation avec les autres ligues de sport d'Amérique du Nord.
Le premier président de la ligue est Frank Calder et il restera en poste jusqu'en 1943. Calder a su permettre à la LNH de survivre aux différentes épreuves du temps dont entre autres la première et Seconde Guerre mondiale ainsi que la Grande Dépression de 1929. Le 25 janvier 1943 alors qu'il préside une réunion avec les gouverneurs de la LNH, il connaît une première crise cardiaque, puis une seconde à l'hôpital. Une nouvelle crise cardiaque l'emporte le 4 février. Calder avait mis en place au sein de la LNH le trophée Calder pour la meilleure recrue de la saison, trophée qu'il payait lui-même. À sa mort, le trophée (Calder trophy) change légèrement de nom et devient le Calder trophy memorial.
Pour le remplacer, Norman Dutton, ancien défenseur de la LNH de 1926 à 1936, est mis en place pour succéder à Calder. Malgré ses nombreuses pénalités du temps de sa carrière de joueur, il est connu pour être un président de la LNH assez calme et sympathique. Dutton devient président de la LNH qu'à contrecœur et que sous la pression des gouverneurs de la ligue. Il démissionne du poste en 1946, après s'être trouvé un remplaçant en la personne d'un ancien arbitre, Clarence Campbell.

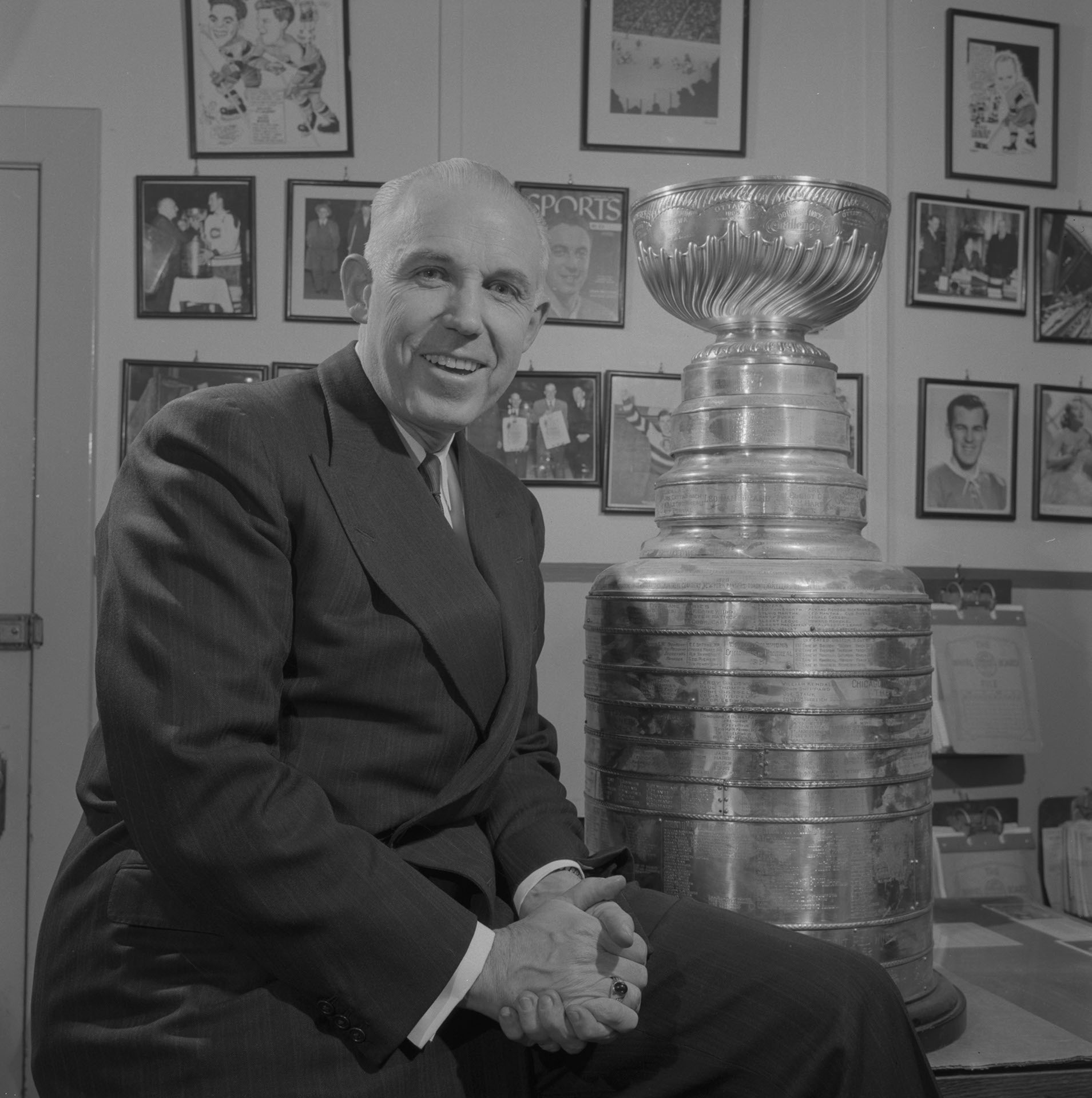
Clarence Campbell et la Coupe Stanley en 1957.

Campbell accepte donc le poste de Président de la LNH, poste qu'il occupera une trentaine d'années jusqu'en 1977. Il est à la base de nombreuses modifications dans les règles et dans la façon de faire de la LNH. Ainsi, il augmente le nombre de matchs joués durant la saison régulière de 50 à 70, il instaure les Matchs des étoiles de façon annuelle. Il est également à l’origine du fonds de pension des joueurs et crée le repêchage intra-ligue en raison des difficultés des Black Hawks et des Bruins au début des années 1950. Clarence Campbell a aussi permis les expansions de 1967 et de 1974. De nombreuses personnes se rappellent surtout de lui comme étant le Président de la LNH qui a suspendu Maurice Richard en 1955. Campbell permet également à la LNH de résister à la concurrence de l'Association mondiale de hockey. En 1977, il tire sa révérence après un règne de 31 ans. Il est alors âgé de 62 ans et connaît des problèmes respiratoires important. En son honneur, le trophée Clarence-S.-Campbell est remis annuellement dans la LNH depuis 1968 au champion de l'Association de l'Ouest ; l'Association en question porte d'ailleurs son nom pendant quelques années.
John Ziegler est déjà membre des dirigeants de la LNH depuis des années et est bien au fait des rouages internes de la ligue quand il prend le poste de Campbell à partir de la saison 1977-1978. Il est à la base des négociations avec l'AMH pour inclure quatre des franchises dans la LNH en 1979 : les Oilers d'Edmonton, les Jets de Winnipeg, les Nordiques de Québec et les Whalers de Hartford. Il est un des premiers présidents à avoir réellement écouté et travaillé avec l'Association des joueurs de la LNH et a notamment permis d'étouffer dans l'œuf les menaces de grèves pesant sur la finale de la Coupe Stanley de 1992. Il met malgré tout fin à son mandat à la fin de cette saison et est remplacé par Gil Stein pour la saison 1992-1993.
Stein est ainsi nommé président de la LNH le 22 juin 1992 mais dans le même temps, les autres dirigeants de la ligue missionnent un cabinet pour trouver un commissaire. Avant la fin de l'année 1992, leur choix se porte sur Gary Bettman qui prend ses fonctions en février 1993. Le mandat de Stein arrive à échéance en juin et Bettman récupère les fonctions des deux postes. Entre-temps, en mars 1993, Stein est admis au Temple de la renommée. Après enquête, il apparaît que les votes ont été truqués et il est radié du Temple.
Bettman, l'ancien directeur-exécutif de la NBA, prend ses nouvelles fonctions de commissaire dans la LNH en février 1993, un poste qu'il occupe encore aujourd'hui. Bettman a changé la manière dont les joueurs et autres personnalités pouvaient être admises au Temple de la renommée. Certaines personnes lui reprochent également de déménager de nombreuses franchises mais il a tout de même permis une médiatisation plus importante de la LNH en mettant l'accent sur les vedettes de la LNH comme Wayne Gretzky.[réf. nécessaire]

## Trophées décernés en fin de saison
Cette section présente les divers trophées décernés à la fin de chaque saison. Il s'agit, soit de trophées d'équipe (comme la Coupe Stanley, le plus prestigieux d'entre tous), soit des trophées individuels, pour les joueurs (gardiens, défenseurs, buteurs…), pour les entraîneurs ou pour d'autres individus gravitant autour de la LNH.
Ces trophées ont été instaurés au fil des saisons, afin de récompenser le talent ou le rendement des joueurs (ou des équipes) de la LNH. La cérémonie de remise des trophées est très médiatisée et est marquée par un grand spectacle avec tapis rouge.

### Trophées d'équipe
- Coupe Stanley

La coupe Stanley est le plus prestigieux trophée, remis à l'équipe qui remporte les séries éliminatoires. La coupe est aujourd’hui le symbole le plus respecté du hockey professionnel et demeure le plus ancien trophée d'Amérique du Nord, tous sports professionnels confondus. La première fois qu'elle est remise, l'Association des athlètes amateurs de Montréal la remporte, et ce, vingt-cinq ans avant la première saison de la LNH et la conquête par les Arenas de Toronto. La coupe n'est donc pas un trophée appartenant à la LNH même si depuis 1925-1926 aucune équipe en dehors de la ligue n'a tenté de remporter le trophée. Les Canadiens de Montréal sont l'équipe qui a remporté le plus de coupes Stanley, soit vingt-quatre. Entre 1956 et 1960, ces mêmes Canadiens établissent la plus belle série, avec cinq victoires de suite.
- Trophée des présidents

Ce trophée récompense la meilleure équipe de la saison. Il s'agit sûrement du trophée le plus difficile à remporter, en raison du grand nombre de matches disputés tout au long de la saison. Le trophée est remis depuis la saison 1985-1986 de la LNH et l'équipe championne reçoit 350 000 dollars canadiens à partager entre les joueurs et l'équipe.
Depuis la mise en place du trophée, les Red Wings de Détroit sont l'équipe qui l'a remporté le plus de fois, soit six.
- Trophée Prince de Galles

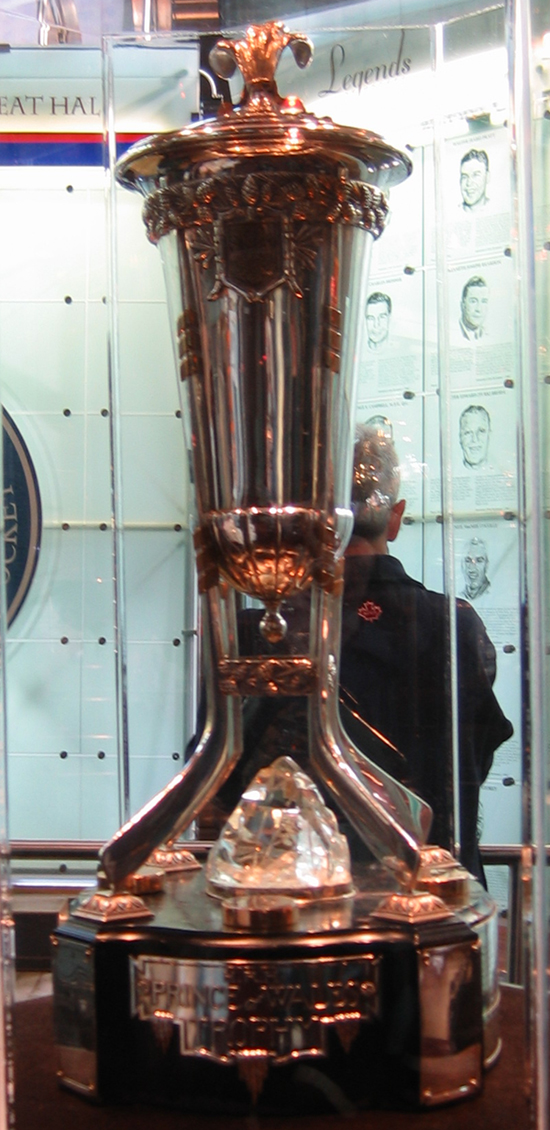
Le trophée Prince de Galles.

Le trophée Prince de Galles est le trophée qui a le plus souvent changé de signification. En 2007 et depuis 1994, ce trophée récompense le champion de l'association de l'Est. Il est mis en place en 1924 et récompense le champion de la saison régulière. Par la suite, il récompense tour à tour l'équipe qui termine première dans la division Américaine (1928-1938), le champion de la saison régulière (1939-1967), l'équipe championne de la division Est en saison (1968-1974), l'équipe championne pour la saison régulière de l'association Prince-de-Galles (1975-1981) et enfin l'équipe remportant la finale de l'association Prince-de-Galles durant les séries éliminatoires (1982-1993). Depuis la première saison de remise du trophée, les Canadiens de Montréal ont gagné à vingt-cinq reprises le trophée du Prince de Galles.
- Trophée Clarence-S.-Campbell

Ce trophée est le pendant du trophée précédent mais pour l'association de l'Ouest. Il est remis la première fois à la suite de l'expansion de la ligue en 1968 au champion de la division Ouest. Il récompense par la suite le champion de l'association Clarence Campbell pour la saison régulière (1975-1981), puis le champion de l'association Clarence Campbell mais cette fois pour les séries éliminatoires (1982-1993) et depuis, il récompense le champion de l'association de l'Ouest pour les séries éliminatoires. L'équipe des Oilers d'Edmonton est celle qui a remporté le plus souvent ce trophée avec 7 victoires. Le trophée se nomme en anglais Clarence S. Campbell Bowl, littéralement, le Bol Clarence S. Campbell.

### Trophées de joueurs
- Trophée Hart

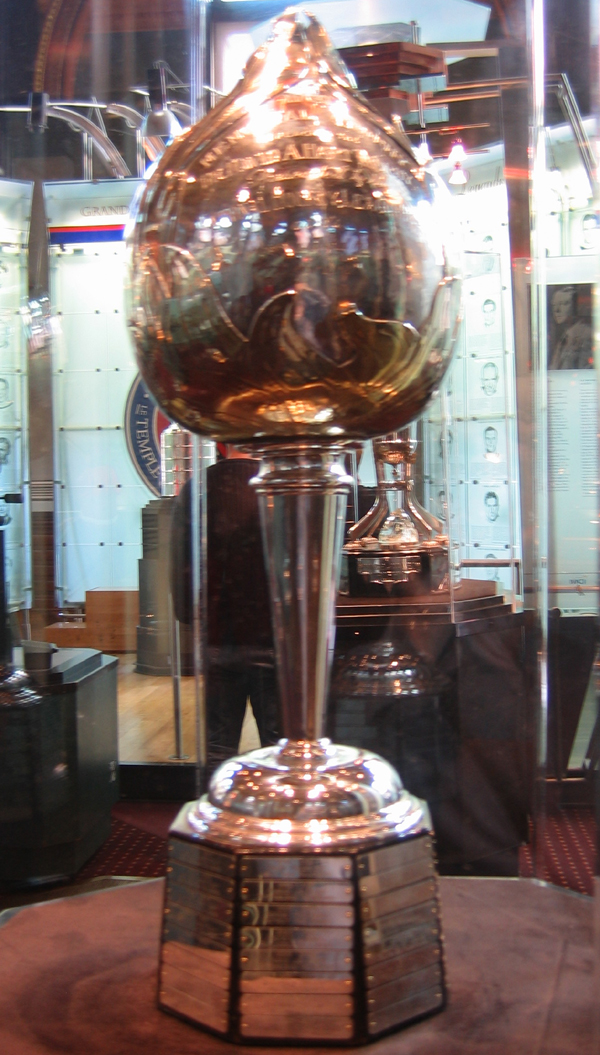
Le trophée Hart.

Une des plus belles récompenses pour un joueur de la LNH : la récompense du meilleur joueur, joueur élu par l’Association professionnelle de la presse écrite. C'est également le plus ancien de tous les trophées : il date de 1923, quand le docteur David Hart en fit don à la ligue. David Hart était le père de l'entraineur-chef et directeur-gérant du Canadien de Montréal, Cecil Hart. Le trophée original a été retiré et placé au Temple de la renommée du hockey en 1960 puis remplacé par un nouveau trophée nommé à la mémoire de Cecil Hart (mort en 1940).Wayne Gretzky a remporté ce trophée à neuf reprises, ce qui constitue un record, tous sports professionnels nord-américains confondus. Les gardiens, Roy Worters, en 1929, Elwin Rollins, en 1954, Jacques Plante, en 1962, Dominik Hašek, en 1997 et 1998, José Théodore, en 2002, et Carey Price, en 2015, sont jusqu'à maintenant les six seuls gardiens à avoir remporté le trophée. Le vainqueur de l'édition 2006 est le premier joueur à avoir joué pour deux franchises différentes au cours de la saison, Joseph Thornton (qui a joué pour les Bruins de Boston puis pour les Sharks de San José). Le trophée se nomme en anglais Hart Memorial Trophy, littéralement, le trophée commémoratif Hart.
- Trophée Lady Byng

Deuxième trophée à être mis en place en 1925, ce trophée est annuellement remis au joueur considéré comme ayant démontré le meilleur amalgame d'esprit sportif et de talent sur glace. Il est également décerné par les journalistes et a été mis en place à l'initiative de la femme de Julian Byng, qui aimait avant tout le beau jeu et assistait à de nombreux matchs des Sénateurs d'Ottawa. François-Xavier Boucher des Rangers de New York ayant été honoré à sept reprises du trophée, il a été autorisé à conserver la première édition du trophée, un nouveau trophée a donc été créé par la suite. Le trophée se nomme en anglais Lady Byng Memorial Trophy, littéralement, le trophée commémoratif Lady Byng.
- Trophée Calder

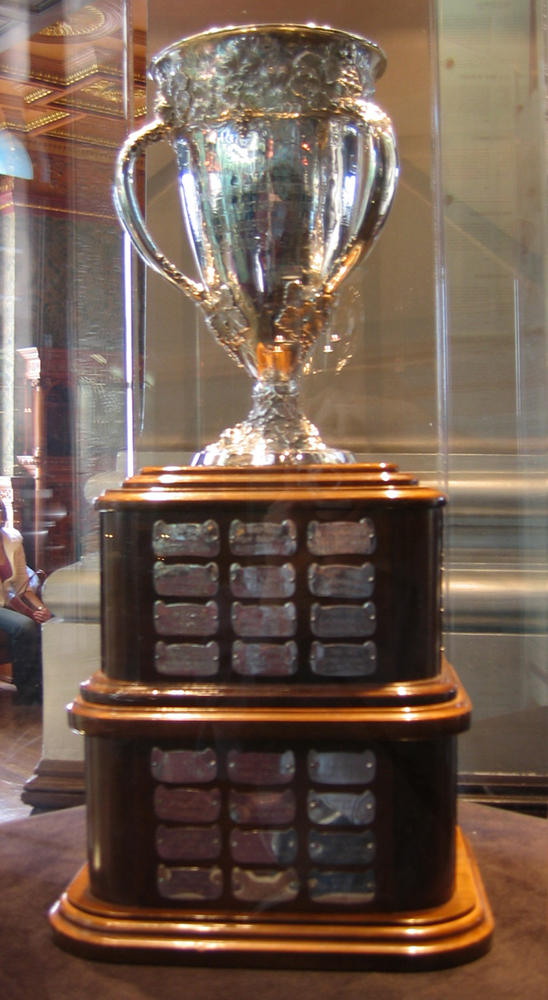
Le trophée Calder.

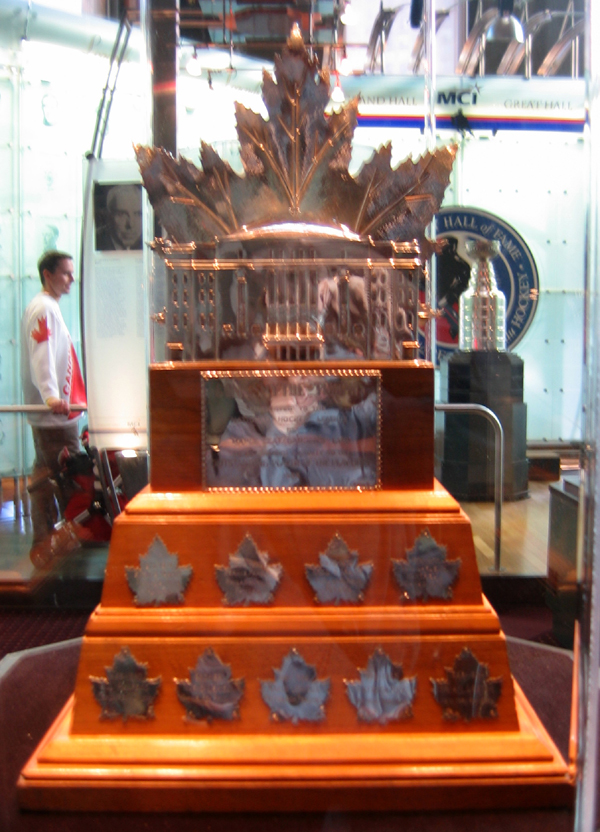
Le trophée Conn-Smythe.

Ce trophée récompense le meilleur joueur dans sa première saison (« Rookie of the Year » — « Recrue de l'année ») dans la ligue. Pour être éligible, le joueur ne doit pas avoir joué plus de 25 matchs dans la saison régulière précédant celle en cours et pas plus de six matchs durant les deux autres saisons précédentes dans une des ligues professionnelles. Le joueur ne peut pas être âgé de plus de 26 ans le 25 septembre de la saison d'éligibilité. Cette règle a été mise en place après que Sergueï Makarov obtient le trophée en 1990 alors qu'il est âgé d'une trentaine d'années et a gagné plusieurs médailles d'or aux Jeux olympiques d'hiver. Le trophée porte le nom de Frank Calder, qui a été président de la ligue jusqu'en 1943. L'honneur d'être désigné meilleure recrue date de la saison 1932-1933, mais c'est seulement au cours de la saison 1936-1937 que le trophée fut remis pour la première fois. Avec neuf lauréats à la fin de la saison 2009-2010, l'équipe de Toronto est l'équipe qui en détient le plus. Le trophée se nomme en anglais Calder Memorial Trophy, littéralement, le trophée commémoratif Calder.
- Trophée Art-Ross

Ce trophée récompense le talent offensif d'un joueur et est remis au joueur ayant inscrit le plus de points au cours de la saison. Ce trophée existe depuis la saison 1947-1948 et est nommé en l'honneur de Arthur Howey « Art » Ross qui fut tour à tour joueur, arbitre, entraîneur puis directeur-gérant. Ross jouait en défense et a gagné deux Coupes Stanley. Si deux joueurs (ou plus) sont à égalité, le joueur ayant marqué le plus de buts remporte le trophée, si l'égalité persiste, le joueur ayant marqué le plus tôt dans la saison l'emporte. Wayne Gretzky remporte le trophée à dix reprises et, entre 1981 et 2001, seulement trois joueurs se le partagent : Gretzky, Mario Lemieux et Jaromír Jágr.
- Trophée James-Norris

Cette récompense s'adresse au meilleur défenseur de la saison régulière qui est choisi, encore une fois, par les journalistes. Remis pour la première fois en 1954, il est nommé en l'honneur de James Norris, dirigeant des Red Wings de Détroit de 1932 à sa mort (1952). Bobby Orr des Bruins de Boston a été honoré à huit reprises, ce qui constitue un record. Le trophée se nomme en anglais James Norris Memorial Trophy, littéralement, le trophée commémoratif James Norris.
- Trophée Conn-Smythe

Ce trophée récompense le joueur le plus utile des séries éliminatoires depuis la saison 1964-1965. Le vote, réalisé par les journalistes, a lieu durant la deuxième période d'un match de la série finale de la Coupe Stanley. Si la série ne se termine pas à l'issue de ce match, les votes sont annulés et le vote recommence à la partie suivante. Le joueur gagnant n'est pas nécessairement dans l'équipe qui gagne la Coupe Stanley. Le trophée porte le nom de Conn Smythe, grand personnage de la LNH, que ce soit au point de vue de son équipe les Maple Leafs de Toronto ou par la construction du Temple de la renommée du hockey. Le dessin même du trophée reprend le symbole des Maple Leafs, les feuilles d'érable. Le joueur ayant le plus remporté le trophée est Patrick Roy, avec deux victoires sous les couleurs des Canadiens de Montréal et une sous celles de l'Avalanche du Colorado. Dès la deuxième édition de la remise du trophée, Roger Crozier le remporte alors qu'il évolue avec les Red Wings de Détroit battus en finale par les Canadiens.
- Trophée Bill-Masterton

Cette récompense est remise au joueur ayant démontré le plus de qualité de persévérance et d’esprit d’équipe. Ce trophée rend hommage à William Masterton, un joueur des North Stars du Minnesota qui est mort le 15 janvier 1968 lors d'un match de la LNH. Le gagnant est choisi par les journalistes. Le trophée se nomme en anglais Bill Masterton Memorial Trophy, littéralement, le trophée commémoratif Bill Masterton.
- Trophée Ted-Lindsay

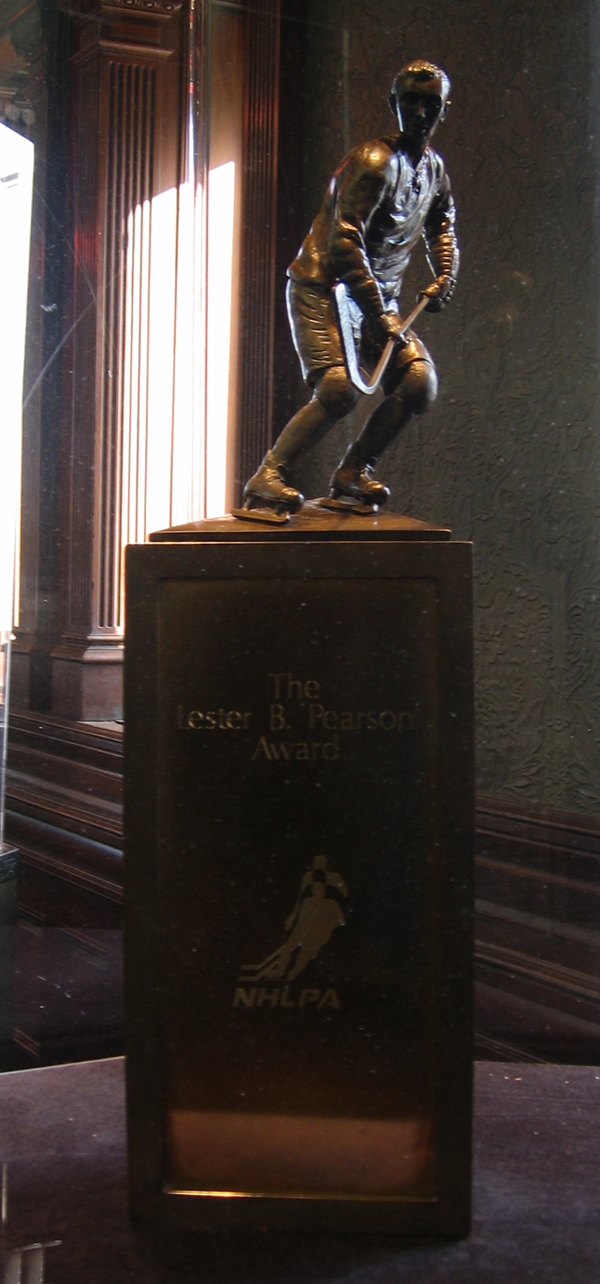
Le trophée Ted-Lindsay.

Une des récompenses les plus prestigieuses pour un joueur : le titre de meilleur joueur selon les autres joueurs (vote effectué au sein de l'Association des joueurs de la LNH). Le trophée est en l'honneur de Robert Lindsay, joueur de la LNH. Le trophée est remis pour la première fois en 1971 sous le nom de trophée Lester-B.-Pearson et change de nom en 2010. Wayne Gretzky a gagné le plus grand nombre de fois cette distinction avec cinq votes positifs, à chaque fois sous les couleurs des Oilers d'Edmonton. Les Penguins de Pittsburgh est la franchise la plus titrée avec dix conquêtes. Le trophée se nomme en anglais Ted Lindsay Award, littéralement, le Prix Ted Lindsay.
- Trophée Frank-J.-Selke

Ce trophée mis en place en 1978 permet de récompenser l’attaquant aidant le plus sa défense et est nommé en l'honneur de Francis Selke, ancien directeur-gérant des Maple Leafs de Toronto et des Canadiens de Montréal. Le vainqueur est désigné par la presse. Le plus grand nombre de trophées Selke en carrière revient à Bob Gainey des Canadiens de Montréal (4).
- Trophée King-Clancy

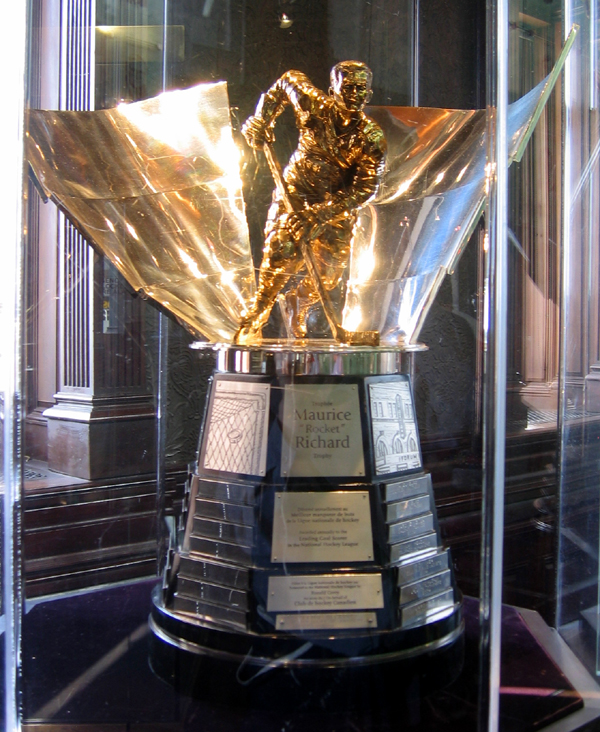
Le trophée Maurice-Richard.

Ce trophée est remis au joueur ayant démontré le meilleur exemple de leadership et ayant le plus contribué à la société. Il est remis pour la première fois en 1988 et depuis les Flames de Calgary, Lanny McDonald, Joseph Nieuwendyk et Jarome Iginla, les Bruins de Boston, Raymond Bourque, David Poulin et Patrice Bergeron et les Oilers d'Edmonton, Kevin Lowe, Ethan Moreau et Andrew Ference, ont eu trois joueurs ayant remporté le trophée dans chaque équipe. Le trophée se nomme en anglais King Clancy Memorial Trophy, littéralement, le trophée commémoratif King Clancy.
- Trophée Maurice-Richard

Ce trophée récompense le joueur ayant marqué le plus de buts durant la saison régulière. C'est le dernier trophée en date remis aux joueurs de champ. Il honore Maurice Richard, joueur emblématique des années 1940, buteur hors pair et premier buteur à atteindre les 50 buts en 50 matchs. Aleksandr Ovetchkine a gagné ce trophée à neuf reprises. Depuis la mise en place du trophée, le plus haut total de buts marqués est de 65 par ce dernier en 2008. Le trophée se nomme en anglais Maurice “Rocket” Richard Trophy, littéralement, le trophée Maurice « Rocket » Richard.
- Trophée Mark-Messier

Ce trophée est remis annuellement au joueur ayant montré le plus grand leadership au cours de la saison. Il est remis pour la première fois en 2006 de manière mensuelle avant d'être remis en fin de saison par la suite. Le trophée se nomme en anglais Mark Messier NHL Leadership Award, littéralement, le Prix LNH du leadership Mark Messier.

### Trophées de personnalités
- Prix d'excellence E.-J.-McGuire

S'il ne figure pas dans la liste des trophées décernés en fin de saison par la LNH, ce prix est remis annuellement, depuis 2015, à l'espoir qui représente le plus l'excellence à travers sa force de caractère, son niveau de compétitivité et ses aptitudes athlétiques. Le prix se nomme en anglais E.J. McGuire Award of Excellence, en l'honneur d'Edward John « E. J.» McGuire (en), ancien entraîneur et directeur du Bureau central de dépistage de la LNH.
- Trophée Willie-O'Ree

Ce trophée est remis annuellement à une personnalité qui, par le biais du hockey, a eu un impact positif sur sa communauté. Il rend hommage à l'ancien attaquant de la LNH Willie O'Ree, qui, le 18 janvier 1958, est devenu le premier joueur noir à évoluer dans la ligue. Il est remis pour la première fois en 2018. Le trophée se nomme en anglais Willie O'Ree Community Hero Award, littéralement, le Prix Héros de la communauté Willie O'Ree.

### Trophées spécifiques aux gardiens de but
- Trophée Vézina

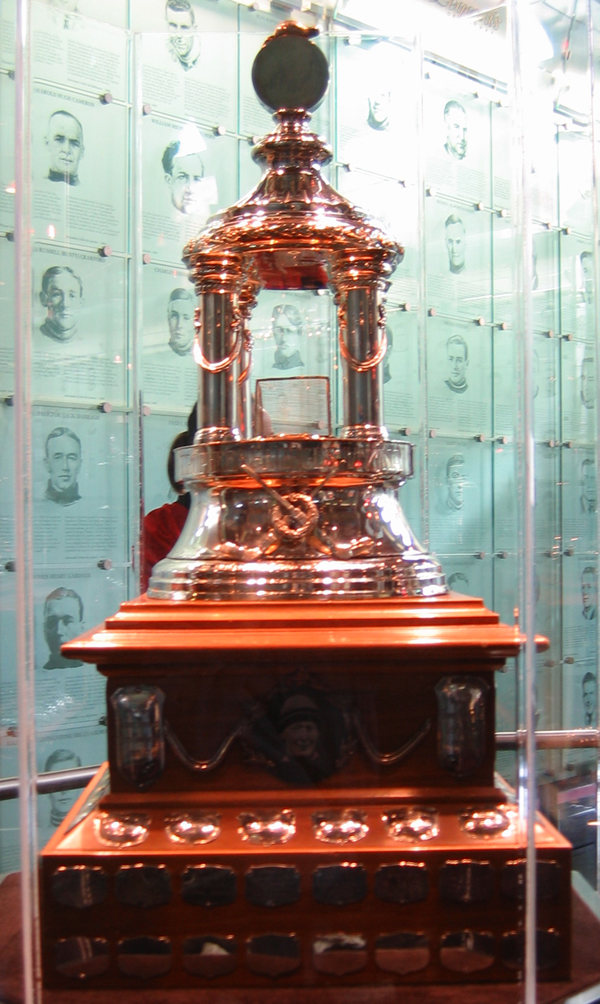
Le trophée Vézina.

Léo Dandurand, Louis Létourneau et Joseph Cattarinich, les trois propriétaires des Canadiens de Montréal dans les années 1920, décident d'offrir le trophée Vézina pour la première fois à la fin de la saison 1926-1927 à la suite du décès de leur gardien vedette mort lors du premier match de la saison 1925-1926, Georges Vézina. Entre 1956 et 1962, Jacques Plante reçoit le trophée Vézina à sept reprises, il est le gardien le plus récompensé par le trophée. Jusqu'à la saison 1981-1982, le gardien de but de l'équipe accordant le moins de but est récompensé par le trophée Vézina. En 1982, la LNH introduit le trophée William-M.-Jennings et le trophée Vézina devient alors le trophée remis au meilleur gardien du circuit, le vainqueur étant désigné par un vote des directeurs généraux des différentes franchises de la ligue,.
- Trophée William-M.-Jennings

Ainsi depuis 1982, le trophée William-M.-Jennings récompense le ou les gardien(s) ayant concédé le moins de buts de la saison. Pour recevoir le trophée, un gardien de but doit jouer au minimum 25 parties au cours de la saison régulière. Les dirigeants de la LNH décident de remettre ce trophée en plus du trophée Vézina et ils le nomment en l'honneur de William Jennings, ancien président des Rangers de New York. Depuis 1982, Patrick Roy, gardien des Canadiens de Montréal, puis de l'Avalanche du Colorado et Martin Brodeur des Devils du New Jersey sont les deux portiers les plus récompensés par le trophée Jennings, ils l'ont gagné cinq fois chacun,.

### Trophée de dirigeants
- Trophée Jack-Adams

Ce trophée, récompensant le meilleur entraîneur de la saison, est mis en place en 1974 et le vainqueur est désigné par l'ensemble des diffuseurs des matchs. Jack Adams était un entraîneur des Red Wings de Détroit pendant une vingtaine d'années puis dirigeant de l'équipe pendant encore seize ans. Patrick Burns est l'entraîneur le plus souvent récompensé avec trois trophées Adams. Le trophée se nomme en anglais Jack Adams Award, littéralement, le Prix Jack Adams.
- Trophée Jim-Gregory

Ce trophée récompense le meilleur directeur-général de la saison depuis 2010. Originellement nommé Trophée du directeur général de l'année de la LNH, il prend le nom de trophée Jim-Gregory, Jim Gregory General Manager of the Year Award en anglais, en 2019.

### Équipes d'étoiles
À la fin de la saison 1930-1931, la LNH décide de mettre en avant les meilleurs joueurs à chaque poste de la saison ; ils font ainsi partie de la NHL All-Star Team, en français l'Équipe d'étoiles. La première équipe est ainsi composée de Charles Gardiner dans les buts, Francis Clancy et Edward Shore en défense, Aurèle Joliat, Howard Morenz et William Cook en attaque ; la seconde de Cecil Thompson dans les buts, Ivan Johnson et Sylvio Mantha en défense, Frederick Cook, François-Xavier Boucher et Aubrey Clapper en attaque. Plus de 50 ans plus tard, la première équipe des recrues est à son tour mise en place à la fin de la 1982-1983. Depuis, à la fin de chaque saison, l'association des journalistes spécialisés sur le hockey, la Pro Hockey Writers' Association, détermine les 18 joueurs mis en avant dans une des équipes d'étoiles. À la fin de la saison 2012-2013, à la suite d'une erreur de votes, Aleksandr Ovetchkine est sélectionné dans la première équipe en tant qu'ailier droit mais également dans la seconde équipe en tant qu'ailier gauche.
La liste suivante donne le nom des joueurs les plus élus à chaque poste pour la première équipe d'étoiles :
- Gardien de but : Glenn Hall — 6 fois,
- Défenseur : Raymond Bourque — 13 fois,
- Ailier droit : Gordon Howe — 12 fois,
- Centre : Wayne Gretzky — 8 fois,
- Ailier gauche : Robert Hull — 10 fois.

### Anciens trophées
- Trophée O'Brien

Ce trophée est un ancien trophée qui n'est plus remis depuis fin 1950. Il est mis en place à la base du temps de l'Association nationale de hockey et récompense le champion de la saison régulière qui va alors défier les autres ligues pour la Coupe Stanley. Lors de la création de la LNH, il est toujours remis au champion de la saison régulière et est donné une dernière fois en 1923. Quatre saisons plus tard, il est réintroduit et alors que la LNH compte deux divisions, il récompense le champion de la division canadienne (c'est alors le pendant du trophée du Prince de Galles). En 1939, la LNH ne compte plus qu'une division et donc sa définition change une nouvelle fois : il récompense jusqu'en 1950, l'équipe perdant en finale de la Coupe Stanley. Les Maple Leafs et les Canadiens sont les deux équipes à l'avoir reçu le plus de fois (6 fois).
- Trophée Roger-Crozier

Entre 2000 et 2007, le LNH remet un troisième trophée spécialement pour les gardiens de buts : le trophée Roger-Crozier. Ce trophée, nommé en l'honneur d'un gardien vedette des Red Wings de Détroit et des Sabres du Buffalo, récompense le portier avec le meilleur pourcentage d'arrêts (avec un minimum de 25 parties jouées).
- Trophée plus-moins de la LNH

Ce trophée récompense le joueur le plus utile de l'équipe (et donc de la ligue). Le ratio +/- d’un joueur est calculé en comptant +1 si le joueur est sur la glace au moment où son équipe marque un but sans être en supériorité numérique, et -1 s’il est sur la glace au moment où son équipe encaisse un but sans être en infériorité numérique. Le trophée a été remis pour la première fois en 1983 sous le nom de trophée Emery Edge (en anglais Emery Edge Award), Emery Edge étant alors le sponsor. Le trophée a gardé ce nom jusqu'en 1988. En 1990 et jusqu'en 1996 il porte le nom trophée Plus Alka-Seltzer (Alka-Seltzer Plus Award), puis de 1997 à 1998 le trophée Plus-Moins Bud Ice (Bud Ice Plus-Minus Award) et enfin depuis 1999, le trophée s'appelle trophée Plus-Moins Bud Light (Bud Light Plus-Minus Award). En 2006 l'équipe ayant remporté le plus grand nombre de fois ce trophée est celle d'Edmonton (4 fois) dont trois fois par Wayne Gretzky.

## Les joueurs de la LNH
Cette section présente globalement des joueurs de la LNH avec leur association, l'évolution de l'équipement au cours des saisons, les moyens pour entrer dans la LNH et enfin les meilleurs joueurs au niveau des statistiques depuis la première saison.

### L'Association des joueurs

Le logo actuel de l'Association des joueurs.

L'Association des joueurs de la LNH (en anglais National Hockey League Players Association) est le syndicat professionnel représentant les intérêts des joueurs de la LNH. En 1957, une première tentative de création est faite mais les joueurs moteurs de l'expérience se retrouvent relégués en ligues mineures ou échangés vers d'autres équipes.
En juin 1967, à l'occasion d'une rencontre entre des représentants des six équipes originales de la LNH, Robert Pulford et Alan Eagleson sont choisis pour constituer le premier bureau de l'association et afin d'éviter à la nouvelle association de subir le même destin que la tentative précédente, Pulford a décidé de rencontrer les propriétaires des franchises de la ligue et leur a demandé de reconnaître l'existence de l'association. De même, Pulford a demandé aux présidents de garantir qu'aucun des joueurs membre de l'association ne serait puni en raison de cette affiliation.
L'Association est au cœur des négociations avec la ligue en ce qui concerne les masses salariales et l'organisation générale de la compétition. Elle fut également responsable des différents mouvements de contestations des joueurs, permettant à tous les joueurs de s'exprimer et d'agir ensemble à trois reprises (voir autre section pour plus de détails).

### Évolution de l'équipement
L'équipement du joueur de hockey de la LNH a évolué depuis la première saison. Ainsi dans les premières années de la ligue, les protections du gardien et du joueur sont très sommaires. Les joueurs ne possèdent que des gants rembourrés sur le dessus des doigts et remontant légèrement sur le poignet et des jambières (même si elles sont plus légères que celles utilisées de nos jours et ressemblent à des protèges-tibias) et de coudières. Sous les premiers pantalons, des rembourrages sont réalisés au niveau des genoux et des fesses créant les premières culottes. Au début des années 1920, les coudes se voient à leur tour protégés par le même système que pour les genoux. Par la suite, un épais habit vient protéger le haut du corps des joueurs et gardiens.
Les premières années, les gardiens ont un rôle assez ingrat puisque le règlement leur interdit de s'agenouiller pour faire des arrêts et leur tâche consiste à tenter de dévier les palets avec leur crosse. Cette dernière a quand même la particularité d'être un peu plus large que celles des joueurs. En 1926, les gants de gardien s'allongent et se différencient des gants de joueur, différence qui perdure.

#### Les casques de gardien
En 1929, lors d'un match entre les équipes des Maroons de Montréal et les Canadiens, un tir de Howie Morenz vient frapper le gardien des Maroons Clinton Benedict sur le nez. Benedict est écarté du jeu pour les sept semaines à venir et tente un retour au jeu avant d'être totalement guéri avec un masque sur le visage, près de 30 ans avant le masque de Jacques Plante. Ce masque gêne considérablement sa vision du jeu sans réellement le protéger puisqu'au bout de six matchs, il quitte une nouvelle fois le jeu après avoir pris un coup de coude par Morenz.
Au début des années 1940, l'équipement du gardien change encore une fois et la distinction entre le bras qui tient la crosse et celui qui est libre apparaît. Ainsi le « bouclier » et la « mitaine » font désormais partie de l'équipement du gardien de but tandis que le plastron devient plus épais et que les jambières s'élargissent.
Jacques Plante est un pionnier en la matière au cours de l'année 1959 et son nom est pour toujours associé à l’invention du masque. Pour en arriver là, il a dû livrer toute une bataille contre les tabous « d’anti-bravoure ». Dès 1956, il prend l'habitude de s'entraîner avec un masque mais son entraîneur, Hector Blake, lui fait alors savoir qu'il est hors de question qu'il joue un match avec ce masque. À New York au Madison Square Garden, le 1er novembre 1959, un tir d'Andy Bathgate fracture le nez de Jacques Plante. Heureusement, l'accident se déroule peu de temps avant l'interruption de match, il peut rentrer au vestiaire se faire soigner. De multiples points de sutures sont nécessaires afin de refermer sa plaie ouverte et Plante rejoint son vestiaire vingt minutes plus tard. Voyant son gardien souffrir, Blake lui propose alors de retourner au jeu avec son masque (à l'époque les gardiens n'avaient pas de remplaçant) malgré son aversion pour ce moyen de protection. Blake se défend alors en disant qu'en cas de palet aux pieds de Plante, celui-ci ne pourrait pas intervenir et le voir aussi rapidement que s'il ne portait pas le masque. Pourtant ce soir-là, Plante réalise 28 arrêts sur 29 tirs de l'équipe adverse et le port du masque se propage rapidement chez tous les gardiens,.
L'évolution du masque se fera au cours des saisons passant du simple masque facial de Plante au casque que l'on connaît aujourd'hui. Les premiers masques sont tels qu'une simple pression dessus permet de les casser mais avec le début des années 1970, les fibres de verre et le plastique sont mélangés afin de créer les masques. Certains gardiens se fabriquent eux-mêmes leur masque et vont jusqu'à les peindre avec des motifs dessus (comme Gerald Cheevers qui peint sur son masque des points de suture à chaque fois qu'il y reçoit un palet).
À la suite de la Série du siècle entre le Canada et l'URSS, en 1972, un nouveau type de casque apparaît. En effet, lors des matchs opposant les deux équipes, le gardien Vladislav Tretiak se présente sur la glace avec un casque intégral couvrant également l'arrière de la tête. Il est le premier gardien à se rendre compte qu'un palet pris sur l'arrière de la tête peut être aussi dangereux qu'un palet de front.
En 1989, un nouvel équipement vient compléter l'attirail du gardien : la jugulaire. En effet, lors d'un match entre les Sabres de Buffalo et les Blues de Saint-Louis, lors d'une action devant les buts des Sabres Clint Malarchuk à terre prend un coup de lame de patin ce qui entraîne la section de l'artère carotide externe. Le gardien frôle la mort mais il est sauvé par l'intervention rapide des secouristes. Cependant la jugulaire n'est pas obligatoire.

#### Les casques des joueurs

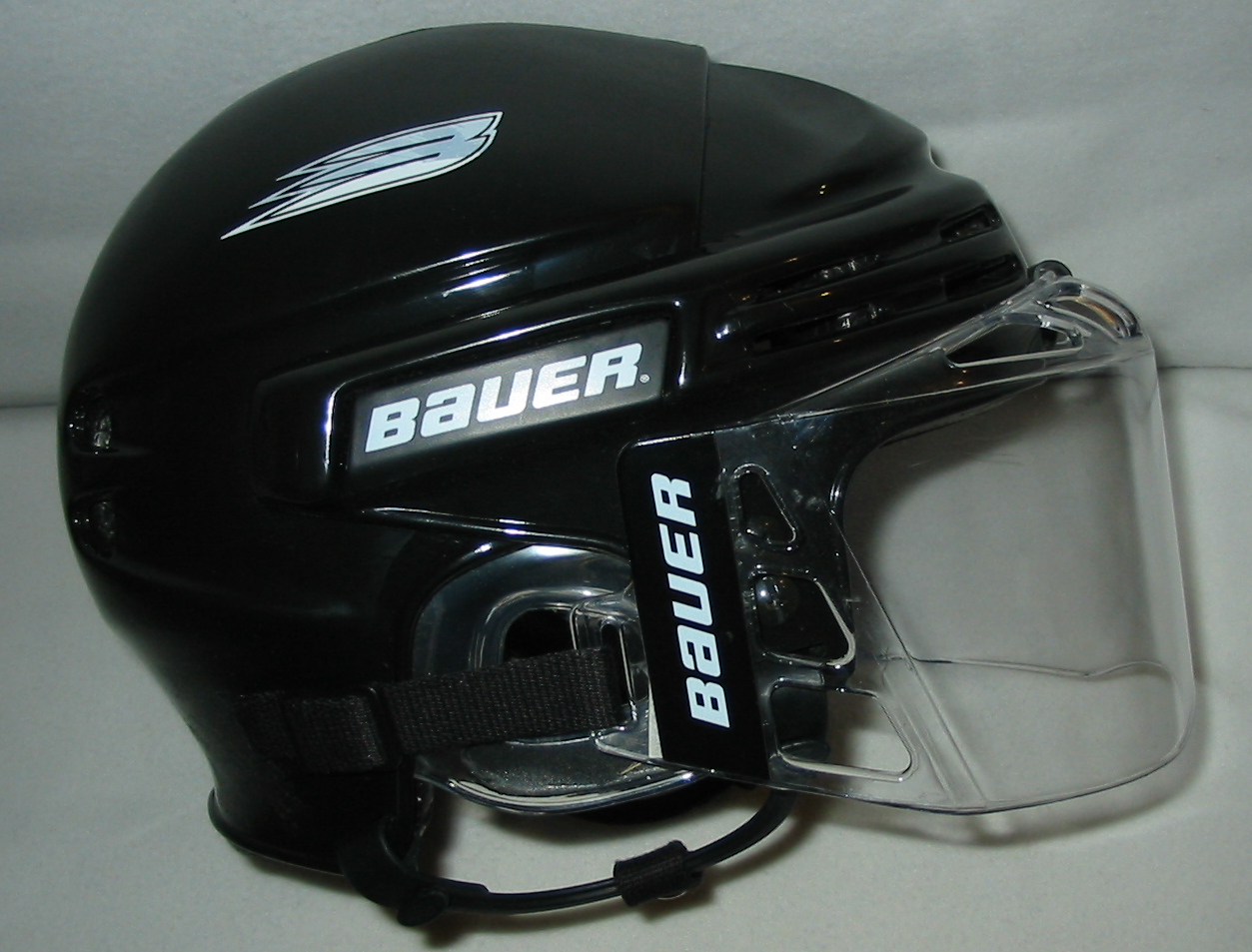
Casque de hockey

La date d'apparition du premier casque est incertaine. On est tout de même sûr qu'en 1928, George Owen joueur des Bruins de Boston porte un casque de cuir afin de se protéger. Il existe des précédents de « couvre-chef », mais il n'y a aucune certitude que le but ne soit pas l'élégance plutôt que la protection du joueur.
Le 13 janvier 1968, Bill Masterton des North Stars du Minnesota reçoit une mise en échec de la part de Larry Cahan et Ronald Harris des Seals d'Oakland. Il tombe alors à la renverse sur la glace, la tête en arrière venant frapper la glace. Il meurt deux jours plus tard et est le premier mort direct d'un match de la LNH. Il faut tout de même attendre 1979 pour que la LNH impose à tous les nouveaux joueurs de porter un casque de protection. Les anciens joueurs sont autorisés à choisir s'ils souhaitent jouer avec ou sans casque et petit à petit tous les joueurs s'y mettent. Craig MacTavish, des Blues de Saint-Louis, est le dernier joueur à évoluer sans casque jusqu'à sa dernière saison en 1996-1997.
Le casque est obligatoire pour tous les joueurs de la LNH. Si un joueur perd son casque au cours du jeu, l'action peut continuer et le joueur n'est pas obligé de sortir immédiatement de la glace. De plus depuis le début de la 2006-2007, les arbitres sont désormais également obligés de porter un casque.

#### L'équipement complet

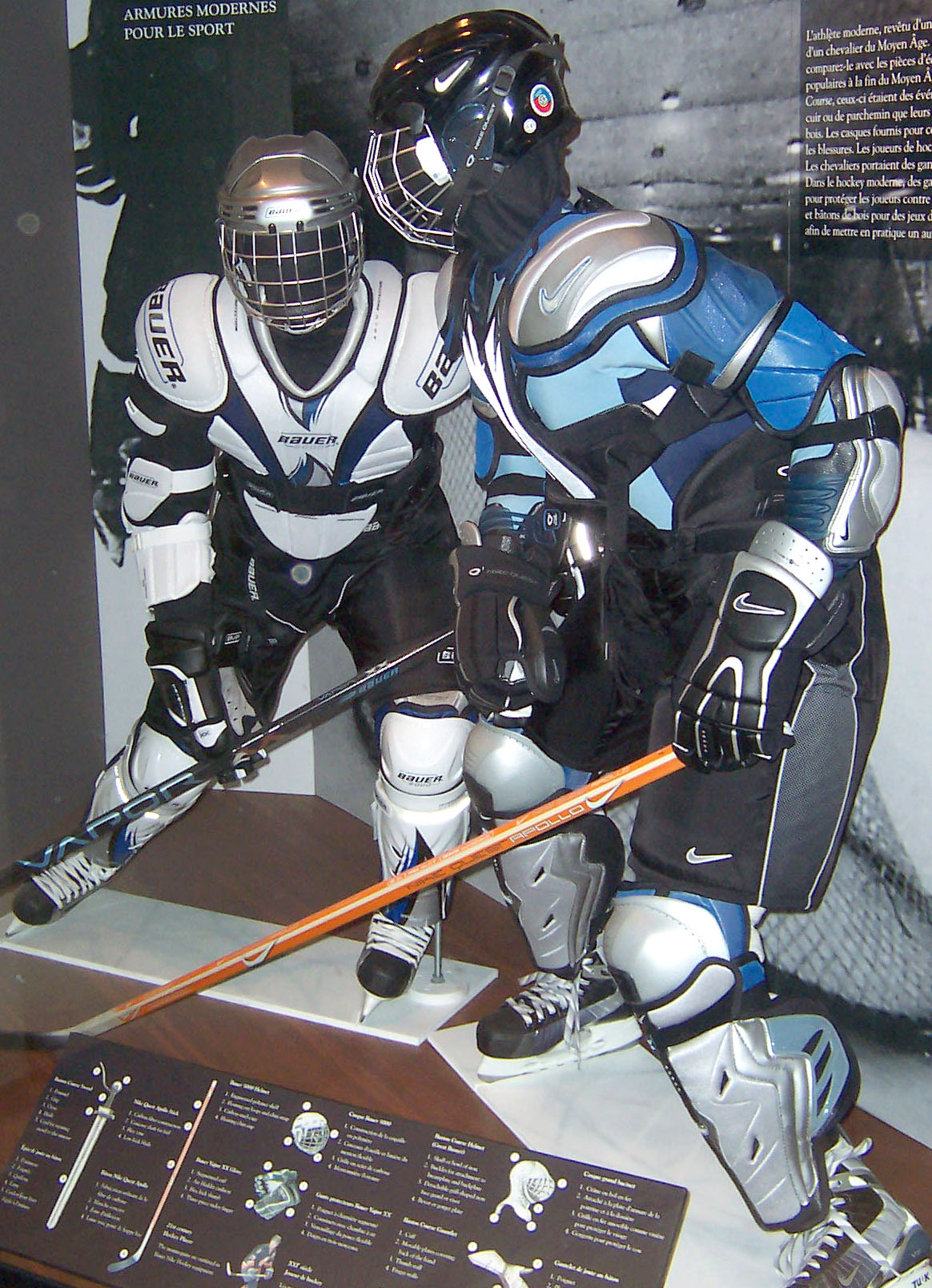
Équipement complet de hockey

L'équipement complet actuel d'un joueur est le suivant :
- des patins à glace ;
- un bâton, appelé également crosse ;
- une culotte, appelée également cuissette (gros short rembourré) ;
- une coquille, également appelée « jack-strap » au Québec et au Nouveau-Brunswick ;
- des épaulières (ou plastron) ;
- des coudières ;
- des jambières (qui protègent les genoux et les tibias) ;
- des gants ;
- un maillot, appelé « chandail » au Québec et au Nouveau-Brunswick ;
- des bas aux couleurs de l'équipe (pour cacher les jambières) et un porte-jarretelles pour tenir les bas ;
- un casque.

L'équipement du gardien est le même aux différences près suivantes : la crosse est plus large, les jambières couvrent plus de surface (tout en gardant une taille réglementée), le casque est intégral et associé à une jugulaire et enfin les gants sont différents selon s'il s'agit de la main qui tient la crosse (bouclier) ou celle qui attrape la rondelle (le palet, ou en langage familier pour les Québécois et les Néo-Brunswickois, le ou la "puck") (mitaine).

### Les repêchages

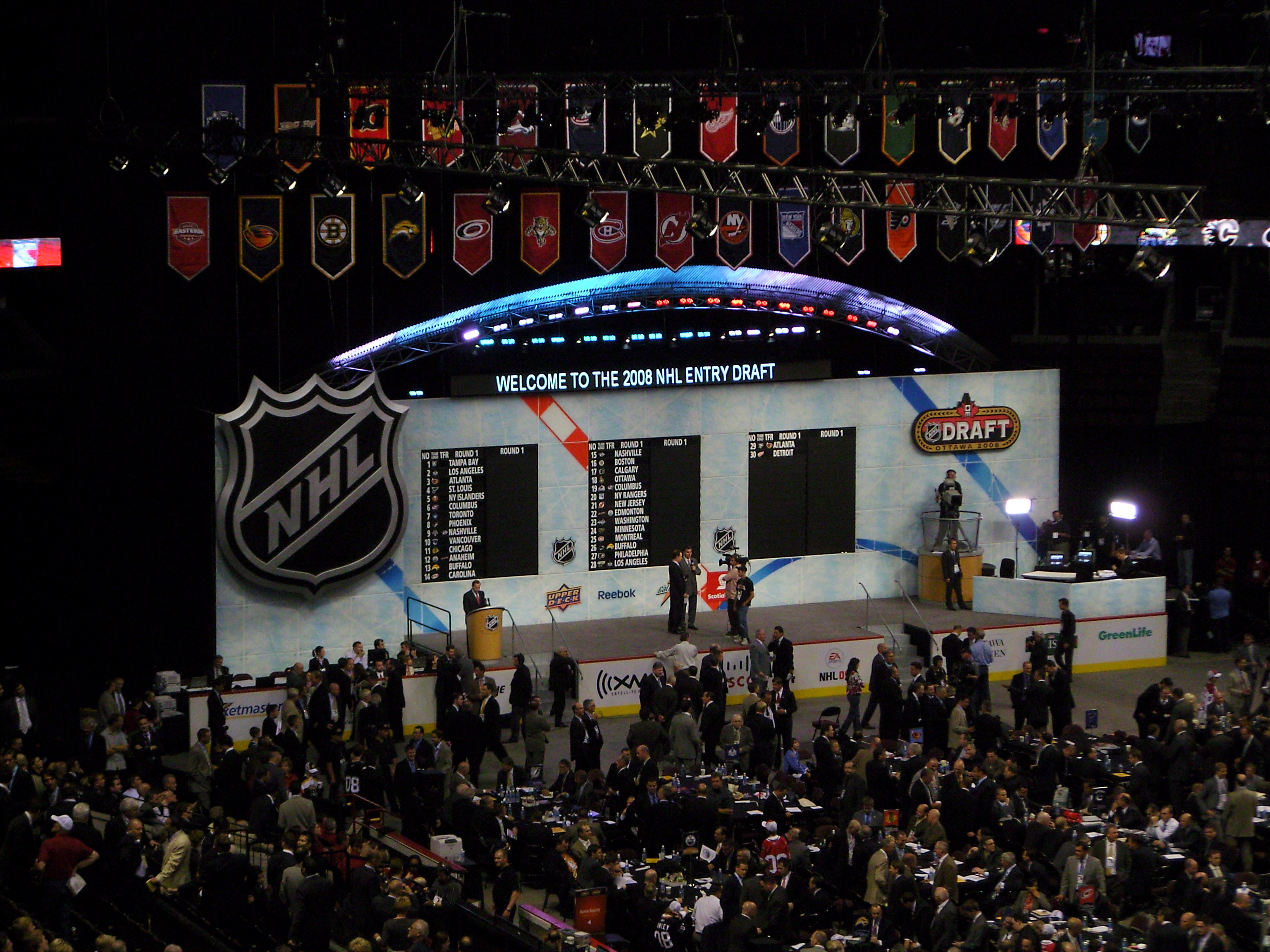
La scène lors du repêchage d’entrée 2009.

Le premier repêchage amateur date de 1963 quand la ligue a voulu permettre à toutes les équipes d'avoir les mêmes chances de signer un joueur amateur. En effet, par le passé, les joueurs pouvaient signer où bon leur semblait ou étaient directement formés dans les équipes affiliées aux équipes de la LNH.
Les règles pour qu'un joueur soit éligible à être repêché ont évolué au cours des saisons :
- au départ : le joueur doit avoir au minimum 17 ans et ne pas être encore sous contrat avec une franchise de la LNH ;
- 1965 : le joueur doit avoir au minimum 18 ans ;
- 1967 : le joueur doit avoir au minimum 20 ans ;
- 1974 : au premier et deuxième tour, le joueur peut avoir 18 ans (mis en place pour contrer l'Association mondiale de hockey qui recrutait alors les joueurs plus jeunes) ;
- 1975 : le joueur doit avoir au minimum 20 ans ;
- 1979 : le joueur doit avoir au minimum 19 ans et afin de permettre aux anciens joueurs de l'AMH d'accéder à la LNH, le nom est changé en repêchage d'entrée ;
- 1980 : le joueur doit avoir au minimum 18 ans.

En général, un joueur ne peut se présenter au repêchage qu'une seule fois, mais il arrive que certains joueurs choisis ne parviennent pas à s'arranger avec l'équipe qui les a choisi ; le joueur peut se représenter à un repêchage ultérieur. C'est le cas par exemple de Michael Rupp repêché en 1998 par les Islanders de New York puis en 2000 par les Devils du New Jersey. La grande majorité des joueurs évoluant dans la LNH sont des joueurs ayant participé aux repêchages d'entrée mais il existe tout de même des joueurs de la LNH n'ayant jamais été sélectionné à un repêchage qui arrivent à faire carrière dans la LNH, le plus célèbre d'entre eux étant Wayne Gretzky,.
Depuis le milieu des années 1980, les repêchages sont diffusés sur les chaînes américaines et canadiennes et longtemps à l'avance, les journaux et spécialistes du hockey aiment faire des prédictions sur les futurs premiers choix.

### Les meilleurs joueurs

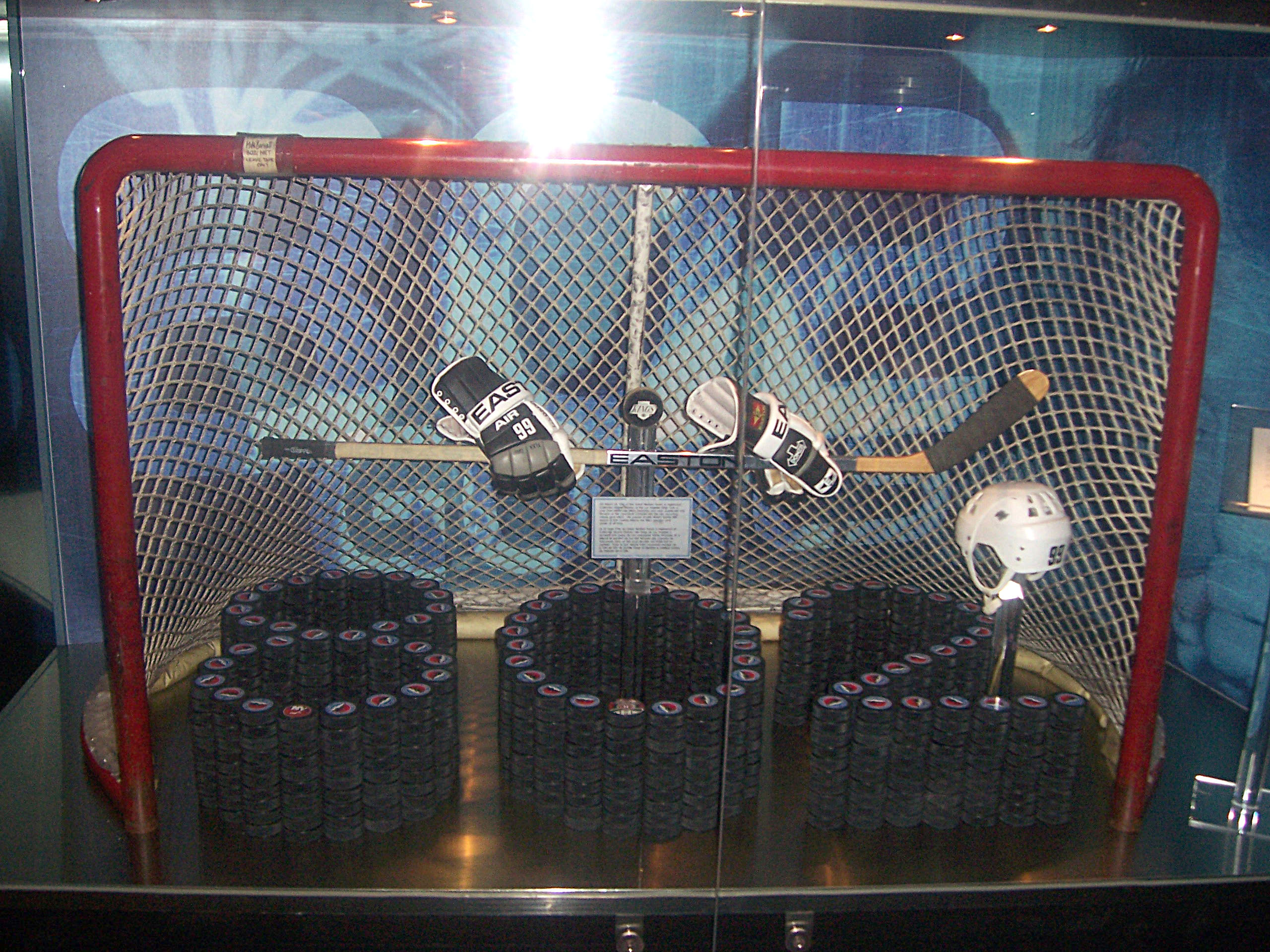
Vitrine commémorative des 802 buts de Gretzky au Temple de la renommée du hockey.

Les statistiques les plus parlantes pour un joueur sont les buts, les assistances (ou passes) et surtout les points. Même s'il est difficile de comparer les statistiques d'un joueur contemporain avec environ 80 matchs par saison aux statistiques de Joe Malone, meilleur pointeur de la première saison de la LNH où seulement 14 rencontres sont jouées, il existe officiellement un classement des meilleurs pointeurs de l'histoire de la LNH. Wayne Gretzky a les meilleurs statistiques de l'histoire de la LNH que cela soit en saison régulière ou lors des séries. Il est ainsi le meilleur buteur, passeur et pointeur de tous les temps avec près de 1 000 points, 100 buts et 700 passes d'avance sur le deuxième meilleur joueur dans chaque catégorie. Ainsi, au cours de sa carrière, il a établi un record de 2 857 points, 894 buts et 1 963 passes. Raymond Bourque, joueur des Bruins de Boston puis de l'Avalanche du Colorado entre 1979 et 2001, est le défenseur de l'histoire de la LNH ayant participé au plus grand nombre de matchs et le meilleur pointeur avec 1 579 points ; il est onzième au total, tous postes confondus. Robert Orr est un autre défenseur célèbre des Bruins : il remporte à huit reprises le trophée James-Norris du meilleur défenseur du circuit mais remporte également deux fois le trophée Art-Ross du meilleur pointeur de la saison ; il est l'unique défenseur de l'histoire de la LNH à avoir remporté ce trophée. Jaromír Jágr est le joueur européen avec le plus grand nombre de points alors qu'avec 1 779 matchs joués en saison régulière, Patrick Marleau est la personne ayant joué le plus grand nombre de rencontres dans la LNH.
Gretzky est également le meilleur réalisateur de l'histoire de la ligue pour les statistiques au cours des séries éliminatoires ; il totalise ainsi 382 points, 122 buts et 260 passes. Dans ce classement, Paul Coffey est le premier défenseur de la LNH avec 196 points, sixième joueur au total.
| Rang | Nom             | PJ    | B   | A     | Pts   |
| ---- | --------------- | ----- | --- | ----- | ----- |
| 1    | Wayne Gretzky   | 1 487 | 894 | 1 963 | 2 857 |
| 2    | Jaromír Jágr    | 1 733 | 766 | 1 155 | 1 921 |
| 3    | Mark Messier    | 1 756 | 694 | 1 193 | 1 887 |
| 4    | Gordon Howe     | 1 767 | 801 | 1 049 | 1 850 |
| 5    | Ronald Francis  | 1 731 | 549 | 1 249 | 1 798 |
| 6    | Marcel Dionne   | 1 348 | 731 | 1 040 | 1 771 |
| 7    | Stephen Yzerman | 1 514 | 692 | 1 063 | 1 755 |
| 8    | Mario Lemieux   | 915   | 690 | 1 033 | 1 723 |
| 9    | Joseph Sakic    | 1 378 | 625 | 1 016 | 1 641 |
| 10   | Philip Esposito | 1 282 | 717 | 873   | 1 590 |

| Rang | Nom             | PJ  | B   | A   | Pts |
| ---- | --------------- | --- | --- | --- | --- |
| 1    | Wayne Gretzky   | 208 | 122 | 260 | 382 |
| 2    | Mark Messier    | 236 | 109 | 186 | 295 |
| 3    | Jari Kurri      | 200 | 106 | 127 | 233 |
| 4    | Glenn Anderson  | 225 | 93  | 121 | 214 |
| 5    | Jaromír Jágr    | 208 | 78  | 123 | 201 |
| 6    | Paul Coffey     | 194 | 59  | 137 | 196 |
| 7    | Sidney Crosby   | 174 | 69  | 122 | 191 |
| 8    | Brett Hull      | 202 | 103 | 87  | 190 |
| 9    | Joe Sakic       | 172 | 84  | 104 | 188 |
| 10   | Douglas Gilmour | 182 | 60  | 128 | 188 |

### Les meilleurs gardiens de but

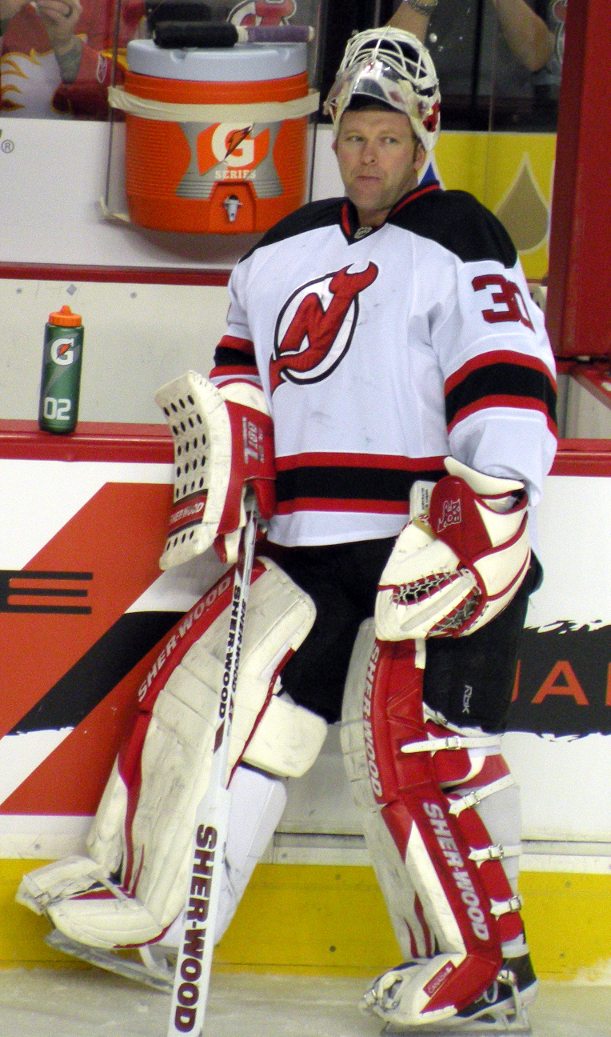
Martin Brodeur est le gardien de l'histoire avec le plus grand nombre de victoires et de blanchissages

Pour jauger un gardien de but, il est souvent pris en compte les moyennes de buts contre par match et le pourcentage d'arrêt, sur une saison, et les victoires et blanchissages sur l'ensemble d'une carrière. Martin Brodeur est le gardien ayant obtenu le plus grand nombre de victoires dans une carrière depuis qu'il a dépassé le record établi par Patrick Roy qui était de 551 victoires. En effet, au sein des Devils du New Jersey, Brodeur est une pièce importante et joue souvent beaucoup plus de matchs que les autres gardiens de la saison. Ainsi, il n'est pas rare qu'il joue environ 70 matchs par saison pour une quarantaine de victoires. En février 2009, il égale le record de Roy à Montréal au cours d'une victoire 3-1 contre les Canadiens de Montréal, devant l'ancien détenteur. Le 17 mars 2009 Brodeur signe sa 552e victoire, face aux Blackhawks de Chicago dans un gain de 3-2 devant ses partisans du New Jersey. Il met fin à sa carrière en 2015 avec 691 victoires à son actif. En ce qui concerne les victoires au cours des matchs des séries, Roy est premier avec 151 victoires devant Brodeur qui compte 113 victoires.
Au niveau des blanchissages, les meilleurs de tous les temps sont Martin Brodeur, avec 121 réalisations, suivi de Terry Sawchuk, 103, et George Hainsworth, avec 94 (dont 22 pour la seule saison 1928-1929). Le 21 décembre 2009, Brodeur devient le meilleur gardien sur les blanchissages en réalisant son 104e blanchissage en carrière pour dépasser Sawchuk lors d'une victoire 4-0 face aux Penguins de Pittsburgh.
Un but marqué par un gardien est un exploit très rare, au début de la saison 2020-2021, seulement 12 gardiens ont réussi cette performance. Brodeur est le seul gardien de la LNH à l'avoir réussie à trois reprises. Damian Rhodes et José Théodore sont les seuls à avoir marqué lors d'un blanchissage alors que Brodeur est le seul gardien à avoir marqué le but de la victoire. En février 2000, contre les Flyers de Philadelphie, il est le dernier joueur des Devils à toucher le palet quand une pénalité différée est appelée contre son équipe et les Flyers décident de sortir Brian Boucher pour avoir un joueur supplémentaire. Alors que Daymond Langkow est en possession du palet, il est pressé par un joueur des Devils, Sergueï Bryline. Le palet lui échappe et finit dans le but des Flyers. Les Devils s'imposant sur le score de 4 à 2, le troisième but du match inscrit par Brodeur est donc désigné comme but de la victoire.

## Impact de la LNH

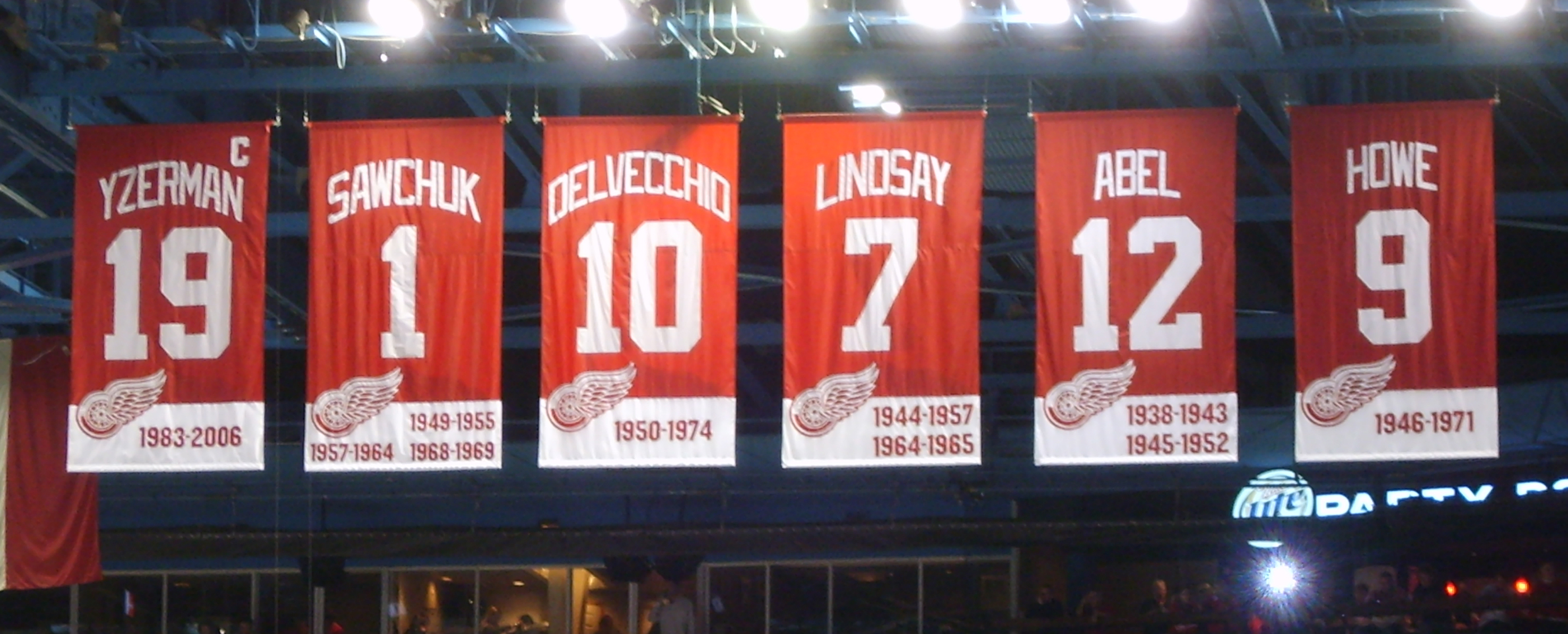
Les chandails retirés des Red Wings de Détroit.

La LNH occupe une part très importante dans la culture nord-américaine. Toutefois, aux États-Unis, cet impact est inférieur à celui des autres ligues professionnelles américaines : la National Basketball Association, la National Football League et la Ligue majeure de baseball. En 2017, les droits de rediffusion télévisuelle représentent seulement 200 millions de dollars pour la LNH contre 2,7 milliards de dollars pour la NBA, 4,95 milliards de dollars pour la NFL et 1,55 milliard de dollars pour la MLB.
Le lancement de la version américaine de la télévision officielle de la LNH, le NHL Network, en collaboration avec Comcast, a été réalisé au cours de la saison 2006-2007.
En plus des matchs des séries éliminatoires, qui drainent toujours beaucoup de spectateurs et téléspectateurs, la LNH organise un match d'exhibition le Match des étoiles de la Ligue nationale de hockey qui permet aux meilleurs joueurs de s'affronter lors d'un match et d'épreuves. Les autres périodes très attendues dans la saison sont les repêchages et les remises des trophées (voir les autres sections).
Chaque année, un certain nombre de joueurs sont honorés soit par la LNH avec l'accès au Temple de la renommée du hockey, soit par les équipes directement avec le retrait du numéro du joueur.
Enfin, la quasi-totalité des équipes de la LNH possède une mascotte, qui est chargée de mettre l'ambiance durant les temps-morts des matchs.

### Les films, les séries télévisées et la LNH
Quelques films ont comme toile de fond la LNH et le hockey en Amérique du Nord.
Lance et compte ou Cogne et gagne (en France) est une série télévisée québécoise écrite par Fabienne Larouche, Réjean Tremblay et Louis Caron, réalisée par Jean-Claude Lord et diffusée entre 1986 et 1988 sur Radio-Canada. Des suites ont été diffusées en 2002 sur TQS et en 2004, 2006 et 2009 sur TVA. La série met en vedette l'équipe du National de Québec, dont le logo ressemble à celui des défunts Nordiques de Québec et qui jouent au Colisée de Québec. Les équipes qu'ils affrontent sont de vraies équipes de la Ligue nationale.
Ainsi, en 1999, une série a pour sujet principal la vedette québécoise des années 1940 Maurice Richard. En 2005, un film dont le titre porte son nom, Maurice Richard, est réalisé par Charles Binamé. Dans celui-là, avec Roy Dupuis et Julie Le Breton pour incarner le couple Richard, l'histoire du joueur est racontée depuis son adolescence jusqu'à l'émeute qui a eu lieu à Montréal lors de sa suspension, en 1955. Au cours du 27e gala des Prix Génie, le réalisateur, les deux acteurs principaux ainsi que le directeur de la photographie, Pierre Gill, sont récompensés. Le film a été nommé à 13 reprises. Plusieurs joueurs professionnels ont participé au film en incarnant d'anciens joueurs comme : Vincent Lecavalier, Mike Ricci, Sean Avery, Stéphane Quintal, Mathieu Dandenault ou encore Ian Laperrière.
À l'inverse, un film de hockey a influencé par la suite la LNH. En effet, le 2 octobre 1992, Walt Disney Pictures sort le film The Mighty Ducks (Les Petits Champions en France ou Jeu de puissance au Québec) et lance une nouvelle vague d'engouement pour le hockey sur glace chez les jeunes. Devant le succès du film, qui rapporta 51 millions de dollars, la Walt Disney Company décida de demander à la LNH l'octroi d'une franchise. Le lancement officiel des Mighty Ducks d'Anaheim a lieu lors de la cérémonie de présentation des couleurs et du logo le 7 juin 1993. Ensuite, Disney utilisa sa machine commerciale pour réaliser de nombreux produits dérivés dont une série télé, des jeux vidéo, une ligne de vêtements, etc. Finalement, en février 2005, Disney revend la franchise à Henry Samueli (en) qui deviendra au début de la saison 2006-2007 les Ducks avec un nouveau logo et une nouvelle tenue.
En 1995, le film Sudden Death prend l'affiche et est surtout basé sur la LNH. L'histoire est à propos d'un ancien pompier, joué par Jean-Claude Vandamme, qui bravera obstacles et périples afin de sauver la foule et le vice-président des États-Unis. Le tout se déroulera dans l'aréna de la ville de Pittsburgh, lors de l'affrontement décisif pour l'obtention de la coupe Stanley entre les Blackhawks de Chicago et les Penguins de Pittsburgh.
Michael Myers détient le rôle vedette dans la comédie satIrique intitulée The Love Guru, sortie en 2008. Ce film raconte l'histoire d'un gourou indien qui tentera à tout prix de sauver l'amour qui existe entre un joueur vedette des Maple Leafs de Toronto avec sa femme. Le film met en vedette des équipes de la Ligue nationale de hockey telles les Maple Leafs de Toronto et les Kings de Los Angeles.
Un film sur les 100 ans des Canadiens de Montréal, intitulé Pour toujours, les Canadiens!, sort le 4 décembre 2009. Le budget du film est de 5 millions de dollars. Plusieurs joueurs des Canadiens de Montréal jouent dans ce film, dont l'ex-capitaine Saku Koivu.

### Match des étoiles de la ligue

Le logo du 57e Match des étoiles, édition de l'événement organisée à Montréal (Québec).

Le Match des étoiles (en anglais : National Hockey League All-Star Game) est un match amical de hockey sur glace qui marque traditionnellement le milieu de la saison de la LNH. Le principe est d'opposer deux sélections de vedettes évoluant dans la LNH en les classant selon divers critères, par association par exemple. Les douze joueurs qui commencent le match (un gardien, deux défenseurs et trois attaquants par équipe) sont désignés par un vote des fans de la LNH.
L'entraîneur de chaque équipe est, dans le cas de Match des étoiles par association, généralement l'entraîneur dont l'équipe mène l'association au moment de la préparation de la soirée. Cet entraîneur et son équipe de dirigeants désignent le reste de l'équipe.
Le 2 janvier 1908, un match a lieu à la mémoire de William Stuart des Wanderers de Montréal (champion de la Coupe Stanley) mort noyé trois mois après la victoire de son équipe. Le match opposa les Wanderers à une sélection des meilleurs joueurs de l'association dont faisaient partie les Wanderers (Eastern Canada Amateur Hockey Association). Les Wanderers gagnèrent sur le score de 10 buts à 7 et les gains furent reversés à la famille de Stuart.
Le Match des étoiles ne devint annuel qu'à partir de la saison 1947-1948 de la LNH. Depuis, le match eut lieu chaque année aux exceptions près suivantes : 
- 1979 : le match fut remplacé par la série nommée 1979 Challenge Cup, série qui opposa les meilleurs joueurs de la LNH à une sélection de l'URSS[135].
- 1987 : le match fut remplacé par Rendez-Vous '87[136], événement opposant les meilleurs joueurs de la LNH à une sélection de l'URSS.
- 1995 : la saison étant écourtée à cause d'une grève des joueurs, le match n'eut pas lieu.
- 2005 : cette fois-ci la saison n'eut même pas lieu. Par contre, dans les négociations menées, les joueurs obtinrent l'autorisation de pouvoir participer aux Jeux olympiques de 2006.
- 2006 : le match n'a pas eu lieu, à cause des Jeux olympiques de 2006.
- 2010 : le match n'a pas eu lieu, à cause des Jeux olympiques de 2010.
- 2013 : la saison étant écourtée à cause d'un lock-out
- 2014 : le match n'a pas eu lieu, à cause des Jeux olympiques de 2014.

### Matchs en plein air

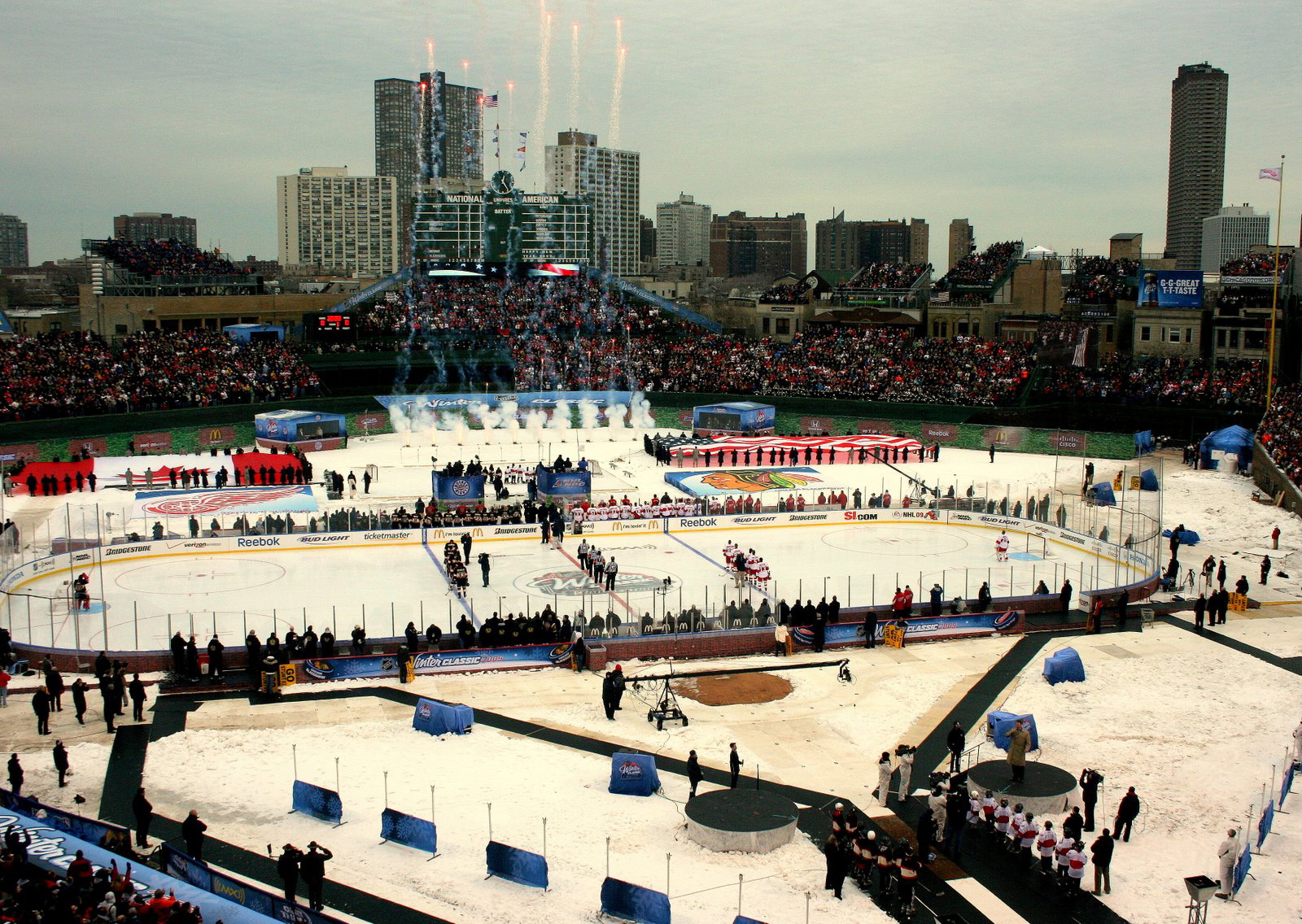
Vue aérienne de la surface de jeu avant la Classique hivernale de 2009.

Les matchs en plein air de la LNH sont des rencontres jouées à l'extérieur entre deux équipes de la ligue et comptant pour la saison régulière. Elles se déclinent en plusieurs versions : la Classique hivernale, la Classique Héritage dont la première édition a eu lieu en 2003 ou encore la Série des stades. Dans le cadre du centenaire de la LNH en 2017, la ligue organise deux matchs en extérieur ayant des appellations uniques: la Classique du centenaire et la Classique 100 de la LNH.
Avant 2003, trois rencontres en plein air avaient eu lieu dans l'histoire de la LNH, toutes des rencontres d'exhibition. En 1953, les Red Wings de Détroit avaient affronté une équipe de prisonniers à la prison de Marquette, Michigan. En 1956, les Bruins de Boston avaient affronté trois équipes amateures (une période chacune) à Bay Roberts, sur l'île de Terre-Neuve. Finalement, le match entre les Kings de Los Angeles et les Rangers de New York de 1991 est la première rencontre officielle entre deux équipes de la LNH en plein air, disputée sur les terrains du Caesars Palace à Las Vegas.

### Le Temple de la renommée

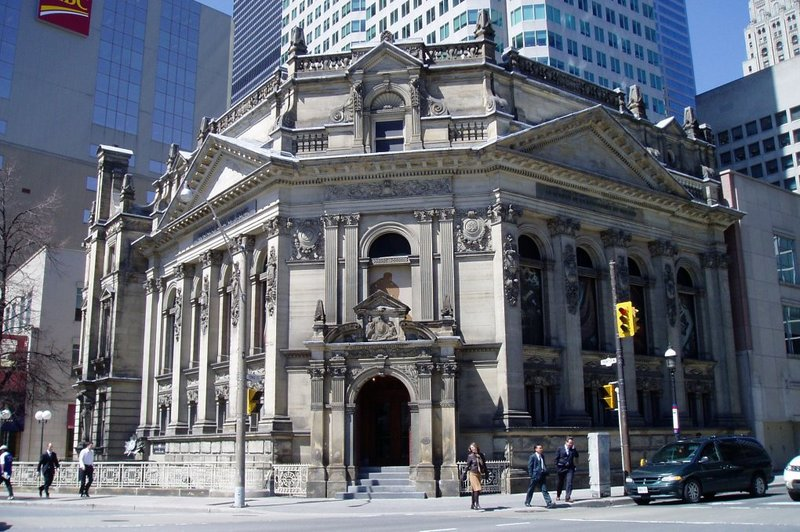
Le Temple de la renommée du hockey.

Le Temple de la renommée du hockey est créé en 1943 et deux ans plus tard, les premières personnalités y sont admises. Les joueurs suivants font partie de cette première promotion : Hobart Baker, Charles Gardiner, Edward Gerard, Francis McGee, Howard Morenz, Thomas Phillips, Harvey Pulford, William Stuart et Georges Vézina. Russell Bowie, Donald Bain et Arthur Ross sont parfois cités comme ayant été admis au sein du temple en 1945 mais les sources de l'époque indiquent que Bowie a été admis en 1947, et Bain et Ross en 1949,.
En plus de ces neuf joueurs, le Temple admet en 1945 également deux bâtisseurs : Sir Hugh Montagu Allan ainsi que Frederick Stanley. La catégorie des bâtisseurs comprend aux personnes qui sont honorés pour leur impact sur le monde du hockey. Il peut ainsi s'agir d'entraîneurs, présidents, propriétaires ou même de personnalités des médias. Avant 1958, les admissions des nouvelles personnes n'ont pas lieu tous les ans et il faut attendre 1959 pour voir la première cérémonie officielle d'admission. Le 26 août 1961, le premier bâtiment dédié au Temple de la renommée ouvre ses portes dans la ville de Toronto. Cette même année, Frederick Ion, James Smeaton et Edwin Elliott sont les trois premiers arbitres à être admis au sein du Temple. Il faut attendre 2010 pour voir le temple de la renommée admettre une première personne n'ayant jamais gravité au tour de la LNH en la personne de la championne américaine, Catherine Granato. Début 2015, le Temple de la renommée compte : 263 joueurs, 102 bâtisseurs et 16 arbitres ou juges de ligne.
Chaque année, le Temple accueille au maximum quatre joueurs masculins et deux joueuses féminines, deux bâtisseurs et deux arbitres. Les joueurs, joueuses et arbitres doivent avoir fini leur carrière depuis plus de trois ans avant de pouvoir rejoindre le Temple et chaque dossier est vu par un jury de 18 personnalités.
Dans le passé, il y a eu des exceptions pour les joueurs dotés d’un talent exceptionnel qui, selon le comité, méritaient d’être intronisés avant les trois années réglementaires. Cela a été le cas pour les dix joueurs suivants :
- Aubrey Clapper admis en 1947 après avoir pris sa retraite en février 1947 ;
- Maurice Richard admis en 1961, l'année même de sa retraite ;
- Robert Lindsay admis en 1966, un an après sa retraite ;
- Leonard Kelly admis en 1969, deux ans après sa retraite ;
- Terrance Sawchuk admis en 1971, un an après sa mort au cours de l'été 1970 ;
- Jean Béliveau admis en 1972, l'année même de sa retraite ;
- Gordon Howe admis en 1972, l'année même de sa retraite, mais il revient au jeu en 1973 et joue jusqu'en 1980 ;
- Robert Orr admis en 1979, l'année même de sa retraite ;
- Mario Lemieux admis en 1997, l'année même de sa retraite, mais il revient au jeu en 2000 et joue jusqu'en 2006 ;
- Wayne Gretzky admis en 1999, l'année même de sa retraite[146].